# Милан Вукчевић
Милан Радоје Вукчевић (енгл. Milan Vukcevich; Београд, 11. март 1937 — Кливленд, 10. мај 2003) био је српско и амерички међународни мајстор у шаху и један од најбољих шаховских проблемиста света, велемајстор шаховске композиције.

## Биографија
Рођен је 11. марта 1937. године у Београду, од оца Радоја Ј. Вукчевића и мајке Кристине (рођ. Тривановић) Вукчевић. Његов отац завршио је право на Универзитету Колумбија (Њујорк, САД), потом је студирао у Енглеској на Кингс колеџу (Лондон) и у Француској, на Сорбони (Паризу), а докторску дисертацију из економије одбранио је на Универзитету Хајделберг у Немачкој. Почетком Другог светског рата Миланов отац Радоје живео је у САД и од стране Министартства одбране САД био је изабран да буде официр за везу са Југословенском војском у отаџбини. По завршетку рата било му је забрањено да се врати у Југославију, док Милану и његовој мајци није било дозвољено да напусте земљу. Милан је имао тешко детињство - породична имовина била је конфискована, а Миланова мајка Кристина била је ухапшена и провела је 11 месеци у затвору (Милан је у то време имао само 8 година) под оптужбом за ратно профитерство.
Своју надареност Милан је прво показао у проблемском шаху. Већ са 9 година објавио је прве композиције, са 11 је побеђивао на међународним конкурсима, а са 15 година већ није имао премца међу проблемистима у Србији. Затим се више посветио практичном шаху. Убедљивим резултатом постао је омладински шампион Југославије. У том времену одиграо је меч с Ларсеном (нерешено 3:3). На Студентској олимпијади у Лењинграду, 1960. године, освојио је бронзану медаљу у екипној конкуренцији, и златну медаљу за појединачни резултат на другој табли, уз награде за најлепшу победу и најбољу завршницу. Исте године ушао је у олимпијски тим Југославије, с којим је освојио бронзану медаљу на Шаховској олимпијади у Лајпцигу, ДДР.
Након завршетка студија технологије у Београду (1955—1963), нагло је прекинуо шаховску каријеру и отишао у САД, 1963. године. Тамо је студирао на МИТ-у и у јануару 1965. стекао звање мастера из области металургије. Докторирао је 1967. године у Кембриџу и најпре радио као универзитетски предавач у Кливленду. Потом је две деценије (1973—1995) био истраживач у Џенерал Илектрику (енгл. General Electrics), стигавши до звања једног од четворице водећих научника компаније од 120.000 запослених (данас 310.000) и потом до номинације за Нобелову награду. Затим је (1995—2001) нове изазове потражио у француској компанији „Сен Гобен“.
Што се шаха тиче, 1969. године победио је на Отвореном првенству САД, а 1975. године на затвореном Првенству САД у шаху био је трећи, испред таквих имена попут Решевског, Бенкеа и Бирна. Тим резултатом квалификовао се за Међузонски турнир (на ком није учествовао), а на многим турнирима освојио је награде за најлепше партије. Од 1976. до 1979. играо је Националну телефонску лигу, где је остварио 16½ поена из 22 партије, победивши многе велемајсторе, између осталих, Сејравана и де Фирмјана. Вративши се проблемском шаху, Вукчевић је постао велемајстор шаховске композиције и два пута је био најбољи појединац на екипним првенствима света у композицији. На Светском првенству решавача учествовао је само једном, у Арнему, 1981. године. Мада је због пропуста био трећи, био је толико бржи од победника Перкиноје, да је на финској рејтинг листи, која у обзир узима и утрошено време, дуго држао водеће место у свету. Као једини проблемиста уз славног Семјуела Лојда, уврштен је 1998. године у Америчку шаховску кућу славе.
Преминуо је у Кливленду од малигног тумора. Његов син Марко свирао је гитару у америчком бенду из Кливленда, Машрумхед (енгл. Mushroomhead). У част др Милана Вукчевића у САД се сваке године организује меморијални турнир „Вукчевић Суперкуп“ (енгл. Vukcevich Super Cup).

## Рад на проблемском шаху
|   | a | b | c | d | e | f | g | h |   |
| 8 | d8 white rook · e8 white queen · d7 white pawn · e7 white rook · f7 white king · c6 black pawn · f6 white pawn · b5 black pawn · d5 black pawn · g5 white knight · a4 black pawn · d4 black pawn · a3 black rook · d3 black pawn · g3 white pawn · h3 white pawn · a2 black bishop · b2 black bishop · d2 black knight · f2 white bishop · g2 white bishop · h2 black king · e1 white knight | d8 white rook · e8 white queen · d7 white pawn · e7 white rook · f7 white king · c6 black pawn · f6 white pawn · b5 black pawn · d5 black pawn · g5 white knight · a4 black pawn · d4 black pawn · a3 black rook · d3 black pawn · g3 white pawn · h3 white pawn · a2 black bishop · b2 black bishop · d2 black knight · f2 white bishop · g2 white bishop · h2 black king · e1 white knight | d8 white rook · e8 white queen · d7 white pawn · e7 white rook · f7 white king · c6 black pawn · f6 white pawn · b5 black pawn · d5 black pawn · g5 white knight · a4 black pawn · d4 black pawn · a3 black rook · d3 black pawn · g3 white pawn · h3 white pawn · a2 black bishop · b2 black bishop · d2 black knight · f2 white bishop · g2 white bishop · h2 black king · e1 white knight | d8 white rook · e8 white queen · d7 white pawn · e7 white rook · f7 white king · c6 black pawn · f6 white pawn · b5 black pawn · d5 black pawn · g5 white knight · a4 black pawn · d4 black pawn · a3 black rook · d3 black pawn · g3 white pawn · h3 white pawn · a2 black bishop · b2 black bishop · d2 black knight · f2 white bishop · g2 white bishop · h2 black king · e1 white knight | d8 white rook · e8 white queen · d7 white pawn · e7 white rook · f7 white king · c6 black pawn · f6 white pawn · b5 black pawn · d5 black pawn · g5 white knight · a4 black pawn · d4 black pawn · a3 black rook · d3 black pawn · g3 white pawn · h3 white pawn · a2 black bishop · b2 black bishop · d2 black knight · f2 white bishop · g2 white bishop · h2 black king · e1 white knight | d8 white rook · e8 white queen · d7 white pawn · e7 white rook · f7 white king · c6 black pawn · f6 white pawn · b5 black pawn · d5 black pawn · g5 white knight · a4 black pawn · d4 black pawn · a3 black rook · d3 black pawn · g3 white pawn · h3 white pawn · a2 black bishop · b2 black bishop · d2 black knight · f2 white bishop · g2 white bishop · h2 black king · e1 white knight | d8 white rook · e8 white queen · d7 white pawn · e7 white rook · f7 white king · c6 black pawn · f6 white pawn · b5 black pawn · d5 black pawn · g5 white knight · a4 black pawn · d4 black pawn · a3 black rook · d3 black pawn · g3 white pawn · h3 white pawn · a2 black bishop · b2 black bishop · d2 black knight · f2 white bishop · g2 white bishop · h2 black king · e1 white knight | d8 white rook · e8 white queen · d7 white pawn · e7 white rook · f7 white king · c6 black pawn · f6 white pawn · b5 black pawn · d5 black pawn · g5 white knight · a4 black pawn · d4 black pawn · a3 black rook · d3 black pawn · g3 white pawn · h3 white pawn · a2 black bishop · b2 black bishop · d2 black knight · f2 white bishop · g2 white bishop · h2 black king · e1 white knight | 8 |
| 7 | d8 white rook · e8 white queen · d7 white pawn · e7 white rook · f7 white king · c6 black pawn · f6 white pawn · b5 black pawn · d5 black pawn · g5 white knight · a4 black pawn · d4 black pawn · a3 black rook · d3 black pawn · g3 white pawn · h3 white pawn · a2 black bishop · b2 black bishop · d2 black knight · f2 white bishop · g2 white bishop · h2 black king · e1 white knight | d8 white rook · e8 white queen · d7 white pawn · e7 white rook · f7 white king · c6 black pawn · f6 white pawn · b5 black pawn · d5 black pawn · g5 white knight · a4 black pawn · d4 black pawn · a3 black rook · d3 black pawn · g3 white pawn · h3 white pawn · a2 black bishop · b2 black bishop · d2 black knight · f2 white bishop · g2 white bishop · h2 black king · e1 white knight | d8 white rook · e8 white queen · d7 white pawn · e7 white rook · f7 white king · c6 black pawn · f6 white pawn · b5 black pawn · d5 black pawn · g5 white knight · a4 black pawn · d4 black pawn · a3 black rook · d3 black pawn · g3 white pawn · h3 white pawn · a2 black bishop · b2 black bishop · d2 black knight · f2 white bishop · g2 white bishop · h2 black king · e1 white knight | d8 white rook · e8 white queen · d7 white pawn · e7 white rook · f7 white king · c6 black pawn · f6 white pawn · b5 black pawn · d5 black pawn · g5 white knight · a4 black pawn · d4 black pawn · a3 black rook · d3 black pawn · g3 white pawn · h3 white pawn · a2 black bishop · b2 black bishop · d2 black knight · f2 white bishop · g2 white bishop · h2 black king · e1 white knight | d8 white rook · e8 white queen · d7 white pawn · e7 white rook · f7 white king · c6 black pawn · f6 white pawn · b5 black pawn · d5 black pawn · g5 white knight · a4 black pawn · d4 black pawn · a3 black rook · d3 black pawn · g3 white pawn · h3 white pawn · a2 black bishop · b2 black bishop · d2 black knight · f2 white bishop · g2 white bishop · h2 black king · e1 white knight | d8 white rook · e8 white queen · d7 white pawn · e7 white rook · f7 white king · c6 black pawn · f6 white pawn · b5 black pawn · d5 black pawn · g5 white knight · a4 black pawn · d4 black pawn · a3 black rook · d3 black pawn · g3 white pawn · h3 white pawn · a2 black bishop · b2 black bishop · d2 black knight · f2 white bishop · g2 white bishop · h2 black king · e1 white knight | d8 white rook · e8 white queen · d7 white pawn · e7 white rook · f7 white king · c6 black pawn · f6 white pawn · b5 black pawn · d5 black pawn · g5 white knight · a4 black pawn · d4 black pawn · a3 black rook · d3 black pawn · g3 white pawn · h3 white pawn · a2 black bishop · b2 black bishop · d2 black knight · f2 white bishop · g2 white bishop · h2 black king · e1 white knight | d8 white rook · e8 white queen · d7 white pawn · e7 white rook · f7 white king · c6 black pawn · f6 white pawn · b5 black pawn · d5 black pawn · g5 white knight · a4 black pawn · d4 black pawn · a3 black rook · d3 black pawn · g3 white pawn · h3 white pawn · a2 black bishop · b2 black bishop · d2 black knight · f2 white bishop · g2 white bishop · h2 black king · e1 white knight | 7 |
| 6 | d8 white rook · e8 white queen · d7 white pawn · e7 white rook · f7 white king · c6 black pawn · f6 white pawn · b5 black pawn · d5 black pawn · g5 white knight · a4 black pawn · d4 black pawn · a3 black rook · d3 black pawn · g3 white pawn · h3 white pawn · a2 black bishop · b2 black bishop · d2 black knight · f2 white bishop · g2 white bishop · h2 black king · e1 white knight | d8 white rook · e8 white queen · d7 white pawn · e7 white rook · f7 white king · c6 black pawn · f6 white pawn · b5 black pawn · d5 black pawn · g5 white knight · a4 black pawn · d4 black pawn · a3 black rook · d3 black pawn · g3 white pawn · h3 white pawn · a2 black bishop · b2 black bishop · d2 black knight · f2 white bishop · g2 white bishop · h2 black king · e1 white knight | d8 white rook · e8 white queen · d7 white pawn · e7 white rook · f7 white king · c6 black pawn · f6 white pawn · b5 black pawn · d5 black pawn · g5 white knight · a4 black pawn · d4 black pawn · a3 black rook · d3 black pawn · g3 white pawn · h3 white pawn · a2 black bishop · b2 black bishop · d2 black knight · f2 white bishop · g2 white bishop · h2 black king · e1 white knight | d8 white rook · e8 white queen · d7 white pawn · e7 white rook · f7 white king · c6 black pawn · f6 white pawn · b5 black pawn · d5 black pawn · g5 white knight · a4 black pawn · d4 black pawn · a3 black rook · d3 black pawn · g3 white pawn · h3 white pawn · a2 black bishop · b2 black bishop · d2 black knight · f2 white bishop · g2 white bishop · h2 black king · e1 white knight | d8 white rook · e8 white queen · d7 white pawn · e7 white rook · f7 white king · c6 black pawn · f6 white pawn · b5 black pawn · d5 black pawn · g5 white knight · a4 black pawn · d4 black pawn · a3 black rook · d3 black pawn · g3 white pawn · h3 white pawn · a2 black bishop · b2 black bishop · d2 black knight · f2 white bishop · g2 white bishop · h2 black king · e1 white knight | d8 white rook · e8 white queen · d7 white pawn · e7 white rook · f7 white king · c6 black pawn · f6 white pawn · b5 black pawn · d5 black pawn · g5 white knight · a4 black pawn · d4 black pawn · a3 black rook · d3 black pawn · g3 white pawn · h3 white pawn · a2 black bishop · b2 black bishop · d2 black knight · f2 white bishop · g2 white bishop · h2 black king · e1 white knight | d8 white rook · e8 white queen · d7 white pawn · e7 white rook · f7 white king · c6 black pawn · f6 white pawn · b5 black pawn · d5 black pawn · g5 white knight · a4 black pawn · d4 black pawn · a3 black rook · d3 black pawn · g3 white pawn · h3 white pawn · a2 black bishop · b2 black bishop · d2 black knight · f2 white bishop · g2 white bishop · h2 black king · e1 white knight | d8 white rook · e8 white queen · d7 white pawn · e7 white rook · f7 white king · c6 black pawn · f6 white pawn · b5 black pawn · d5 black pawn · g5 white knight · a4 black pawn · d4 black pawn · a3 black rook · d3 black pawn · g3 white pawn · h3 white pawn · a2 black bishop · b2 black bishop · d2 black knight · f2 white bishop · g2 white bishop · h2 black king · e1 white knight | 6 |
| 5 | d8 white rook · e8 white queen · d7 white pawn · e7 white rook · f7 white king · c6 black pawn · f6 white pawn · b5 black pawn · d5 black pawn · g5 white knight · a4 black pawn · d4 black pawn · a3 black rook · d3 black pawn · g3 white pawn · h3 white pawn · a2 black bishop · b2 black bishop · d2 black knight · f2 white bishop · g2 white bishop · h2 black king · e1 white knight | d8 white rook · e8 white queen · d7 white pawn · e7 white rook · f7 white king · c6 black pawn · f6 white pawn · b5 black pawn · d5 black pawn · g5 white knight · a4 black pawn · d4 black pawn · a3 black rook · d3 black pawn · g3 white pawn · h3 white pawn · a2 black bishop · b2 black bishop · d2 black knight · f2 white bishop · g2 white bishop · h2 black king · e1 white knight | d8 white rook · e8 white queen · d7 white pawn · e7 white rook · f7 white king · c6 black pawn · f6 white pawn · b5 black pawn · d5 black pawn · g5 white knight · a4 black pawn · d4 black pawn · a3 black rook · d3 black pawn · g3 white pawn · h3 white pawn · a2 black bishop · b2 black bishop · d2 black knight · f2 white bishop · g2 white bishop · h2 black king · e1 white knight | d8 white rook · e8 white queen · d7 white pawn · e7 white rook · f7 white king · c6 black pawn · f6 white pawn · b5 black pawn · d5 black pawn · g5 white knight · a4 black pawn · d4 black pawn · a3 black rook · d3 black pawn · g3 white pawn · h3 white pawn · a2 black bishop · b2 black bishop · d2 black knight · f2 white bishop · g2 white bishop · h2 black king · e1 white knight | d8 white rook · e8 white queen · d7 white pawn · e7 white rook · f7 white king · c6 black pawn · f6 white pawn · b5 black pawn · d5 black pawn · g5 white knight · a4 black pawn · d4 black pawn · a3 black rook · d3 black pawn · g3 white pawn · h3 white pawn · a2 black bishop · b2 black bishop · d2 black knight · f2 white bishop · g2 white bishop · h2 black king · e1 white knight | d8 white rook · e8 white queen · d7 white pawn · e7 white rook · f7 white king · c6 black pawn · f6 white pawn · b5 black pawn · d5 black pawn · g5 white knight · a4 black pawn · d4 black pawn · a3 black rook · d3 black pawn · g3 white pawn · h3 white pawn · a2 black bishop · b2 black bishop · d2 black knight · f2 white bishop · g2 white bishop · h2 black king · e1 white knight | d8 white rook · e8 white queen · d7 white pawn · e7 white rook · f7 white king · c6 black pawn · f6 white pawn · b5 black pawn · d5 black pawn · g5 white knight · a4 black pawn · d4 black pawn · a3 black rook · d3 black pawn · g3 white pawn · h3 white pawn · a2 black bishop · b2 black bishop · d2 black knight · f2 white bishop · g2 white bishop · h2 black king · e1 white knight | d8 white rook · e8 white queen · d7 white pawn · e7 white rook · f7 white king · c6 black pawn · f6 white pawn · b5 black pawn · d5 black pawn · g5 white knight · a4 black pawn · d4 black pawn · a3 black rook · d3 black pawn · g3 white pawn · h3 white pawn · a2 black bishop · b2 black bishop · d2 black knight · f2 white bishop · g2 white bishop · h2 black king · e1 white knight | 5 |
| 4 | d8 white rook · e8 white queen · d7 white pawn · e7 white rook · f7 white king · c6 black pawn · f6 white pawn · b5 black pawn · d5 black pawn · g5 white knight · a4 black pawn · d4 black pawn · a3 black rook · d3 black pawn · g3 white pawn · h3 white pawn · a2 black bishop · b2 black bishop · d2 black knight · f2 white bishop · g2 white bishop · h2 black king · e1 white knight | d8 white rook · e8 white queen · d7 white pawn · e7 white rook · f7 white king · c6 black pawn · f6 white pawn · b5 black pawn · d5 black pawn · g5 white knight · a4 black pawn · d4 black pawn · a3 black rook · d3 black pawn · g3 white pawn · h3 white pawn · a2 black bishop · b2 black bishop · d2 black knight · f2 white bishop · g2 white bishop · h2 black king · e1 white knight | d8 white rook · e8 white queen · d7 white pawn · e7 white rook · f7 white king · c6 black pawn · f6 white pawn · b5 black pawn · d5 black pawn · g5 white knight · a4 black pawn · d4 black pawn · a3 black rook · d3 black pawn · g3 white pawn · h3 white pawn · a2 black bishop · b2 black bishop · d2 black knight · f2 white bishop · g2 white bishop · h2 black king · e1 white knight | d8 white rook · e8 white queen · d7 white pawn · e7 white rook · f7 white king · c6 black pawn · f6 white pawn · b5 black pawn · d5 black pawn · g5 white knight · a4 black pawn · d4 black pawn · a3 black rook · d3 black pawn · g3 white pawn · h3 white pawn · a2 black bishop · b2 black bishop · d2 black knight · f2 white bishop · g2 white bishop · h2 black king · e1 white knight | d8 white rook · e8 white queen · d7 white pawn · e7 white rook · f7 white king · c6 black pawn · f6 white pawn · b5 black pawn · d5 black pawn · g5 white knight · a4 black pawn · d4 black pawn · a3 black rook · d3 black pawn · g3 white pawn · h3 white pawn · a2 black bishop · b2 black bishop · d2 black knight · f2 white bishop · g2 white bishop · h2 black king · e1 white knight | d8 white rook · e8 white queen · d7 white pawn · e7 white rook · f7 white king · c6 black pawn · f6 white pawn · b5 black pawn · d5 black pawn · g5 white knight · a4 black pawn · d4 black pawn · a3 black rook · d3 black pawn · g3 white pawn · h3 white pawn · a2 black bishop · b2 black bishop · d2 black knight · f2 white bishop · g2 white bishop · h2 black king · e1 white knight | d8 white rook · e8 white queen · d7 white pawn · e7 white rook · f7 white king · c6 black pawn · f6 white pawn · b5 black pawn · d5 black pawn · g5 white knight · a4 black pawn · d4 black pawn · a3 black rook · d3 black pawn · g3 white pawn · h3 white pawn · a2 black bishop · b2 black bishop · d2 black knight · f2 white bishop · g2 white bishop · h2 black king · e1 white knight | d8 white rook · e8 white queen · d7 white pawn · e7 white rook · f7 white king · c6 black pawn · f6 white pawn · b5 black pawn · d5 black pawn · g5 white knight · a4 black pawn · d4 black pawn · a3 black rook · d3 black pawn · g3 white pawn · h3 white pawn · a2 black bishop · b2 black bishop · d2 black knight · f2 white bishop · g2 white bishop · h2 black king · e1 white knight | 4 |
| 3 | d8 white rook · e8 white queen · d7 white pawn · e7 white rook · f7 white king · c6 black pawn · f6 white pawn · b5 black pawn · d5 black pawn · g5 white knight · a4 black pawn · d4 black pawn · a3 black rook · d3 black pawn · g3 white pawn · h3 white pawn · a2 black bishop · b2 black bishop · d2 black knight · f2 white bishop · g2 white bishop · h2 black king · e1 white knight | d8 white rook · e8 white queen · d7 white pawn · e7 white rook · f7 white king · c6 black pawn · f6 white pawn · b5 black pawn · d5 black pawn · g5 white knight · a4 black pawn · d4 black pawn · a3 black rook · d3 black pawn · g3 white pawn · h3 white pawn · a2 black bishop · b2 black bishop · d2 black knight · f2 white bishop · g2 white bishop · h2 black king · e1 white knight | d8 white rook · e8 white queen · d7 white pawn · e7 white rook · f7 white king · c6 black pawn · f6 white pawn · b5 black pawn · d5 black pawn · g5 white knight · a4 black pawn · d4 black pawn · a3 black rook · d3 black pawn · g3 white pawn · h3 white pawn · a2 black bishop · b2 black bishop · d2 black knight · f2 white bishop · g2 white bishop · h2 black king · e1 white knight | d8 white rook · e8 white queen · d7 white pawn · e7 white rook · f7 white king · c6 black pawn · f6 white pawn · b5 black pawn · d5 black pawn · g5 white knight · a4 black pawn · d4 black pawn · a3 black rook · d3 black pawn · g3 white pawn · h3 white pawn · a2 black bishop · b2 black bishop · d2 black knight · f2 white bishop · g2 white bishop · h2 black king · e1 white knight | d8 white rook · e8 white queen · d7 white pawn · e7 white rook · f7 white king · c6 black pawn · f6 white pawn · b5 black pawn · d5 black pawn · g5 white knight · a4 black pawn · d4 black pawn · a3 black rook · d3 black pawn · g3 white pawn · h3 white pawn · a2 black bishop · b2 black bishop · d2 black knight · f2 white bishop · g2 white bishop · h2 black king · e1 white knight | d8 white rook · e8 white queen · d7 white pawn · e7 white rook · f7 white king · c6 black pawn · f6 white pawn · b5 black pawn · d5 black pawn · g5 white knight · a4 black pawn · d4 black pawn · a3 black rook · d3 black pawn · g3 white pawn · h3 white pawn · a2 black bishop · b2 black bishop · d2 black knight · f2 white bishop · g2 white bishop · h2 black king · e1 white knight | d8 white rook · e8 white queen · d7 white pawn · e7 white rook · f7 white king · c6 black pawn · f6 white pawn · b5 black pawn · d5 black pawn · g5 white knight · a4 black pawn · d4 black pawn · a3 black rook · d3 black pawn · g3 white pawn · h3 white pawn · a2 black bishop · b2 black bishop · d2 black knight · f2 white bishop · g2 white bishop · h2 black king · e1 white knight | d8 white rook · e8 white queen · d7 white pawn · e7 white rook · f7 white king · c6 black pawn · f6 white pawn · b5 black pawn · d5 black pawn · g5 white knight · a4 black pawn · d4 black pawn · a3 black rook · d3 black pawn · g3 white pawn · h3 white pawn · a2 black bishop · b2 black bishop · d2 black knight · f2 white bishop · g2 white bishop · h2 black king · e1 white knight | 3 |
| 2 | d8 white rook · e8 white queen · d7 white pawn · e7 white rook · f7 white king · c6 black pawn · f6 white pawn · b5 black pawn · d5 black pawn · g5 white knight · a4 black pawn · d4 black pawn · a3 black rook · d3 black pawn · g3 white pawn · h3 white pawn · a2 black bishop · b2 black bishop · d2 black knight · f2 white bishop · g2 white bishop · h2 black king · e1 white knight | d8 white rook · e8 white queen · d7 white pawn · e7 white rook · f7 white king · c6 black pawn · f6 white pawn · b5 black pawn · d5 black pawn · g5 white knight · a4 black pawn · d4 black pawn · a3 black rook · d3 black pawn · g3 white pawn · h3 white pawn · a2 black bishop · b2 black bishop · d2 black knight · f2 white bishop · g2 white bishop · h2 black king · e1 white knight | d8 white rook · e8 white queen · d7 white pawn · e7 white rook · f7 white king · c6 black pawn · f6 white pawn · b5 black pawn · d5 black pawn · g5 white knight · a4 black pawn · d4 black pawn · a3 black rook · d3 black pawn · g3 white pawn · h3 white pawn · a2 black bishop · b2 black bishop · d2 black knight · f2 white bishop · g2 white bishop · h2 black king · e1 white knight | d8 white rook · e8 white queen · d7 white pawn · e7 white rook · f7 white king · c6 black pawn · f6 white pawn · b5 black pawn · d5 black pawn · g5 white knight · a4 black pawn · d4 black pawn · a3 black rook · d3 black pawn · g3 white pawn · h3 white pawn · a2 black bishop · b2 black bishop · d2 black knight · f2 white bishop · g2 white bishop · h2 black king · e1 white knight | d8 white rook · e8 white queen · d7 white pawn · e7 white rook · f7 white king · c6 black pawn · f6 white pawn · b5 black pawn · d5 black pawn · g5 white knight · a4 black pawn · d4 black pawn · a3 black rook · d3 black pawn · g3 white pawn · h3 white pawn · a2 black bishop · b2 black bishop · d2 black knight · f2 white bishop · g2 white bishop · h2 black king · e1 white knight | d8 white rook · e8 white queen · d7 white pawn · e7 white rook · f7 white king · c6 black pawn · f6 white pawn · b5 black pawn · d5 black pawn · g5 white knight · a4 black pawn · d4 black pawn · a3 black rook · d3 black pawn · g3 white pawn · h3 white pawn · a2 black bishop · b2 black bishop · d2 black knight · f2 white bishop · g2 white bishop · h2 black king · e1 white knight | d8 white rook · e8 white queen · d7 white pawn · e7 white rook · f7 white king · c6 black pawn · f6 white pawn · b5 black pawn · d5 black pawn · g5 white knight · a4 black pawn · d4 black pawn · a3 black rook · d3 black pawn · g3 white pawn · h3 white pawn · a2 black bishop · b2 black bishop · d2 black knight · f2 white bishop · g2 white bishop · h2 black king · e1 white knight | d8 white rook · e8 white queen · d7 white pawn · e7 white rook · f7 white king · c6 black pawn · f6 white pawn · b5 black pawn · d5 black pawn · g5 white knight · a4 black pawn · d4 black pawn · a3 black rook · d3 black pawn · g3 white pawn · h3 white pawn · a2 black bishop · b2 black bishop · d2 black knight · f2 white bishop · g2 white bishop · h2 black king · e1 white knight | 2 |
| 1 | d8 white rook · e8 white queen · d7 white pawn · e7 white rook · f7 white king · c6 black pawn · f6 white pawn · b5 black pawn · d5 black pawn · g5 white knight · a4 black pawn · d4 black pawn · a3 black rook · d3 black pawn · g3 white pawn · h3 white pawn · a2 black bishop · b2 black bishop · d2 black knight · f2 white bishop · g2 white bishop · h2 black king · e1 white knight | d8 white rook · e8 white queen · d7 white pawn · e7 white rook · f7 white king · c6 black pawn · f6 white pawn · b5 black pawn · d5 black pawn · g5 white knight · a4 black pawn · d4 black pawn · a3 black rook · d3 black pawn · g3 white pawn · h3 white pawn · a2 black bishop · b2 black bishop · d2 black knight · f2 white bishop · g2 white bishop · h2 black king · e1 white knight | d8 white rook · e8 white queen · d7 white pawn · e7 white rook · f7 white king · c6 black pawn · f6 white pawn · b5 black pawn · d5 black pawn · g5 white knight · a4 black pawn · d4 black pawn · a3 black rook · d3 black pawn · g3 white pawn · h3 white pawn · a2 black bishop · b2 black bishop · d2 black knight · f2 white bishop · g2 white bishop · h2 black king · e1 white knight | d8 white rook · e8 white queen · d7 white pawn · e7 white rook · f7 white king · c6 black pawn · f6 white pawn · b5 black pawn · d5 black pawn · g5 white knight · a4 black pawn · d4 black pawn · a3 black rook · d3 black pawn · g3 white pawn · h3 white pawn · a2 black bishop · b2 black bishop · d2 black knight · f2 white bishop · g2 white bishop · h2 black king · e1 white knight | d8 white rook · e8 white queen · d7 white pawn · e7 white rook · f7 white king · c6 black pawn · f6 white pawn · b5 black pawn · d5 black pawn · g5 white knight · a4 black pawn · d4 black pawn · a3 black rook · d3 black pawn · g3 white pawn · h3 white pawn · a2 black bishop · b2 black bishop · d2 black knight · f2 white bishop · g2 white bishop · h2 black king · e1 white knight | d8 white rook · e8 white queen · d7 white pawn · e7 white rook · f7 white king · c6 black pawn · f6 white pawn · b5 black pawn · d5 black pawn · g5 white knight · a4 black pawn · d4 black pawn · a3 black rook · d3 black pawn · g3 white pawn · h3 white pawn · a2 black bishop · b2 black bishop · d2 black knight · f2 white bishop · g2 white bishop · h2 black king · e1 white knight | d8 white rook · e8 white queen · d7 white pawn · e7 white rook · f7 white king · c6 black pawn · f6 white pawn · b5 black pawn · d5 black pawn · g5 white knight · a4 black pawn · d4 black pawn · a3 black rook · d3 black pawn · g3 white pawn · h3 white pawn · a2 black bishop · b2 black bishop · d2 black knight · f2 white bishop · g2 white bishop · h2 black king · e1 white knight | d8 white rook · e8 white queen · d7 white pawn · e7 white rook · f7 white king · c6 black pawn · f6 white pawn · b5 black pawn · d5 black pawn · g5 white knight · a4 black pawn · d4 black pawn · a3 black rook · d3 black pawn · g3 white pawn · h3 white pawn · a2 black bishop · b2 black bishop · d2 black knight · f2 white bishop · g2 white bishop · h2 black king · e1 white knight | 1 |
|   | a | b | c | d | e | f | g | h |   |

|   | a | b | c | d | e | f | g | h |   |
| 8 | c7 white bishop · e7 black pawn · f7 black rook · g7 black knight · h7 black queen · e6 black pawn · h6 black pawn · e4 white queen · c3 white knight · e3 white pawn · f3 white bishop · g3 white rook · b2 black knight · d2 white pawn · e2 white knight · f2 black king · g2 white pawn · a1 black bishop · b1 white king · h1 white rook | c7 white bishop · e7 black pawn · f7 black rook · g7 black knight · h7 black queen · e6 black pawn · h6 black pawn · e4 white queen · c3 white knight · e3 white pawn · f3 white bishop · g3 white rook · b2 black knight · d2 white pawn · e2 white knight · f2 black king · g2 white pawn · a1 black bishop · b1 white king · h1 white rook | c7 white bishop · e7 black pawn · f7 black rook · g7 black knight · h7 black queen · e6 black pawn · h6 black pawn · e4 white queen · c3 white knight · e3 white pawn · f3 white bishop · g3 white rook · b2 black knight · d2 white pawn · e2 white knight · f2 black king · g2 white pawn · a1 black bishop · b1 white king · h1 white rook | c7 white bishop · e7 black pawn · f7 black rook · g7 black knight · h7 black queen · e6 black pawn · h6 black pawn · e4 white queen · c3 white knight · e3 white pawn · f3 white bishop · g3 white rook · b2 black knight · d2 white pawn · e2 white knight · f2 black king · g2 white pawn · a1 black bishop · b1 white king · h1 white rook | c7 white bishop · e7 black pawn · f7 black rook · g7 black knight · h7 black queen · e6 black pawn · h6 black pawn · e4 white queen · c3 white knight · e3 white pawn · f3 white bishop · g3 white rook · b2 black knight · d2 white pawn · e2 white knight · f2 black king · g2 white pawn · a1 black bishop · b1 white king · h1 white rook | c7 white bishop · e7 black pawn · f7 black rook · g7 black knight · h7 black queen · e6 black pawn · h6 black pawn · e4 white queen · c3 white knight · e3 white pawn · f3 white bishop · g3 white rook · b2 black knight · d2 white pawn · e2 white knight · f2 black king · g2 white pawn · a1 black bishop · b1 white king · h1 white rook | c7 white bishop · e7 black pawn · f7 black rook · g7 black knight · h7 black queen · e6 black pawn · h6 black pawn · e4 white queen · c3 white knight · e3 white pawn · f3 white bishop · g3 white rook · b2 black knight · d2 white pawn · e2 white knight · f2 black king · g2 white pawn · a1 black bishop · b1 white king · h1 white rook | c7 white bishop · e7 black pawn · f7 black rook · g7 black knight · h7 black queen · e6 black pawn · h6 black pawn · e4 white queen · c3 white knight · e3 white pawn · f3 white bishop · g3 white rook · b2 black knight · d2 white pawn · e2 white knight · f2 black king · g2 white pawn · a1 black bishop · b1 white king · h1 white rook | 8 |
| 7 | c7 white bishop · e7 black pawn · f7 black rook · g7 black knight · h7 black queen · e6 black pawn · h6 black pawn · e4 white queen · c3 white knight · e3 white pawn · f3 white bishop · g3 white rook · b2 black knight · d2 white pawn · e2 white knight · f2 black king · g2 white pawn · a1 black bishop · b1 white king · h1 white rook | c7 white bishop · e7 black pawn · f7 black rook · g7 black knight · h7 black queen · e6 black pawn · h6 black pawn · e4 white queen · c3 white knight · e3 white pawn · f3 white bishop · g3 white rook · b2 black knight · d2 white pawn · e2 white knight · f2 black king · g2 white pawn · a1 black bishop · b1 white king · h1 white rook | c7 white bishop · e7 black pawn · f7 black rook · g7 black knight · h7 black queen · e6 black pawn · h6 black pawn · e4 white queen · c3 white knight · e3 white pawn · f3 white bishop · g3 white rook · b2 black knight · d2 white pawn · e2 white knight · f2 black king · g2 white pawn · a1 black bishop · b1 white king · h1 white rook | c7 white bishop · e7 black pawn · f7 black rook · g7 black knight · h7 black queen · e6 black pawn · h6 black pawn · e4 white queen · c3 white knight · e3 white pawn · f3 white bishop · g3 white rook · b2 black knight · d2 white pawn · e2 white knight · f2 black king · g2 white pawn · a1 black bishop · b1 white king · h1 white rook | c7 white bishop · e7 black pawn · f7 black rook · g7 black knight · h7 black queen · e6 black pawn · h6 black pawn · e4 white queen · c3 white knight · e3 white pawn · f3 white bishop · g3 white rook · b2 black knight · d2 white pawn · e2 white knight · f2 black king · g2 white pawn · a1 black bishop · b1 white king · h1 white rook | c7 white bishop · e7 black pawn · f7 black rook · g7 black knight · h7 black queen · e6 black pawn · h6 black pawn · e4 white queen · c3 white knight · e3 white pawn · f3 white bishop · g3 white rook · b2 black knight · d2 white pawn · e2 white knight · f2 black king · g2 white pawn · a1 black bishop · b1 white king · h1 white rook | c7 white bishop · e7 black pawn · f7 black rook · g7 black knight · h7 black queen · e6 black pawn · h6 black pawn · e4 white queen · c3 white knight · e3 white pawn · f3 white bishop · g3 white rook · b2 black knight · d2 white pawn · e2 white knight · f2 black king · g2 white pawn · a1 black bishop · b1 white king · h1 white rook | c7 white bishop · e7 black pawn · f7 black rook · g7 black knight · h7 black queen · e6 black pawn · h6 black pawn · e4 white queen · c3 white knight · e3 white pawn · f3 white bishop · g3 white rook · b2 black knight · d2 white pawn · e2 white knight · f2 black king · g2 white pawn · a1 black bishop · b1 white king · h1 white rook | 7 |
| 6 | c7 white bishop · e7 black pawn · f7 black rook · g7 black knight · h7 black queen · e6 black pawn · h6 black pawn · e4 white queen · c3 white knight · e3 white pawn · f3 white bishop · g3 white rook · b2 black knight · d2 white pawn · e2 white knight · f2 black king · g2 white pawn · a1 black bishop · b1 white king · h1 white rook | c7 white bishop · e7 black pawn · f7 black rook · g7 black knight · h7 black queen · e6 black pawn · h6 black pawn · e4 white queen · c3 white knight · e3 white pawn · f3 white bishop · g3 white rook · b2 black knight · d2 white pawn · e2 white knight · f2 black king · g2 white pawn · a1 black bishop · b1 white king · h1 white rook | c7 white bishop · e7 black pawn · f7 black rook · g7 black knight · h7 black queen · e6 black pawn · h6 black pawn · e4 white queen · c3 white knight · e3 white pawn · f3 white bishop · g3 white rook · b2 black knight · d2 white pawn · e2 white knight · f2 black king · g2 white pawn · a1 black bishop · b1 white king · h1 white rook | c7 white bishop · e7 black pawn · f7 black rook · g7 black knight · h7 black queen · e6 black pawn · h6 black pawn · e4 white queen · c3 white knight · e3 white pawn · f3 white bishop · g3 white rook · b2 black knight · d2 white pawn · e2 white knight · f2 black king · g2 white pawn · a1 black bishop · b1 white king · h1 white rook | c7 white bishop · e7 black pawn · f7 black rook · g7 black knight · h7 black queen · e6 black pawn · h6 black pawn · e4 white queen · c3 white knight · e3 white pawn · f3 white bishop · g3 white rook · b2 black knight · d2 white pawn · e2 white knight · f2 black king · g2 white pawn · a1 black bishop · b1 white king · h1 white rook | c7 white bishop · e7 black pawn · f7 black rook · g7 black knight · h7 black queen · e6 black pawn · h6 black pawn · e4 white queen · c3 white knight · e3 white pawn · f3 white bishop · g3 white rook · b2 black knight · d2 white pawn · e2 white knight · f2 black king · g2 white pawn · a1 black bishop · b1 white king · h1 white rook | c7 white bishop · e7 black pawn · f7 black rook · g7 black knight · h7 black queen · e6 black pawn · h6 black pawn · e4 white queen · c3 white knight · e3 white pawn · f3 white bishop · g3 white rook · b2 black knight · d2 white pawn · e2 white knight · f2 black king · g2 white pawn · a1 black bishop · b1 white king · h1 white rook | c7 white bishop · e7 black pawn · f7 black rook · g7 black knight · h7 black queen · e6 black pawn · h6 black pawn · e4 white queen · c3 white knight · e3 white pawn · f3 white bishop · g3 white rook · b2 black knight · d2 white pawn · e2 white knight · f2 black king · g2 white pawn · a1 black bishop · b1 white king · h1 white rook | 6 |
| 5 | c7 white bishop · e7 black pawn · f7 black rook · g7 black knight · h7 black queen · e6 black pawn · h6 black pawn · e4 white queen · c3 white knight · e3 white pawn · f3 white bishop · g3 white rook · b2 black knight · d2 white pawn · e2 white knight · f2 black king · g2 white pawn · a1 black bishop · b1 white king · h1 white rook | c7 white bishop · e7 black pawn · f7 black rook · g7 black knight · h7 black queen · e6 black pawn · h6 black pawn · e4 white queen · c3 white knight · e3 white pawn · f3 white bishop · g3 white rook · b2 black knight · d2 white pawn · e2 white knight · f2 black king · g2 white pawn · a1 black bishop · b1 white king · h1 white rook | c7 white bishop · e7 black pawn · f7 black rook · g7 black knight · h7 black queen · e6 black pawn · h6 black pawn · e4 white queen · c3 white knight · e3 white pawn · f3 white bishop · g3 white rook · b2 black knight · d2 white pawn · e2 white knight · f2 black king · g2 white pawn · a1 black bishop · b1 white king · h1 white rook | c7 white bishop · e7 black pawn · f7 black rook · g7 black knight · h7 black queen · e6 black pawn · h6 black pawn · e4 white queen · c3 white knight · e3 white pawn · f3 white bishop · g3 white rook · b2 black knight · d2 white pawn · e2 white knight · f2 black king · g2 white pawn · a1 black bishop · b1 white king · h1 white rook | c7 white bishop · e7 black pawn · f7 black rook · g7 black knight · h7 black queen · e6 black pawn · h6 black pawn · e4 white queen · c3 white knight · e3 white pawn · f3 white bishop · g3 white rook · b2 black knight · d2 white pawn · e2 white knight · f2 black king · g2 white pawn · a1 black bishop · b1 white king · h1 white rook | c7 white bishop · e7 black pawn · f7 black rook · g7 black knight · h7 black queen · e6 black pawn · h6 black pawn · e4 white queen · c3 white knight · e3 white pawn · f3 white bishop · g3 white rook · b2 black knight · d2 white pawn · e2 white knight · f2 black king · g2 white pawn · a1 black bishop · b1 white king · h1 white rook | c7 white bishop · e7 black pawn · f7 black rook · g7 black knight · h7 black queen · e6 black pawn · h6 black pawn · e4 white queen · c3 white knight · e3 white pawn · f3 white bishop · g3 white rook · b2 black knight · d2 white pawn · e2 white knight · f2 black king · g2 white pawn · a1 black bishop · b1 white king · h1 white rook | c7 white bishop · e7 black pawn · f7 black rook · g7 black knight · h7 black queen · e6 black pawn · h6 black pawn · e4 white queen · c3 white knight · e3 white pawn · f3 white bishop · g3 white rook · b2 black knight · d2 white pawn · e2 white knight · f2 black king · g2 white pawn · a1 black bishop · b1 white king · h1 white rook | 5 |
| 4 | c7 white bishop · e7 black pawn · f7 black rook · g7 black knight · h7 black queen · e6 black pawn · h6 black pawn · e4 white queen · c3 white knight · e3 white pawn · f3 white bishop · g3 white rook · b2 black knight · d2 white pawn · e2 white knight · f2 black king · g2 white pawn · a1 black bishop · b1 white king · h1 white rook | c7 white bishop · e7 black pawn · f7 black rook · g7 black knight · h7 black queen · e6 black pawn · h6 black pawn · e4 white queen · c3 white knight · e3 white pawn · f3 white bishop · g3 white rook · b2 black knight · d2 white pawn · e2 white knight · f2 black king · g2 white pawn · a1 black bishop · b1 white king · h1 white rook | c7 white bishop · e7 black pawn · f7 black rook · g7 black knight · h7 black queen · e6 black pawn · h6 black pawn · e4 white queen · c3 white knight · e3 white pawn · f3 white bishop · g3 white rook · b2 black knight · d2 white pawn · e2 white knight · f2 black king · g2 white pawn · a1 black bishop · b1 white king · h1 white rook | c7 white bishop · e7 black pawn · f7 black rook · g7 black knight · h7 black queen · e6 black pawn · h6 black pawn · e4 white queen · c3 white knight · e3 white pawn · f3 white bishop · g3 white rook · b2 black knight · d2 white pawn · e2 white knight · f2 black king · g2 white pawn · a1 black bishop · b1 white king · h1 white rook | c7 white bishop · e7 black pawn · f7 black rook · g7 black knight · h7 black queen · e6 black pawn · h6 black pawn · e4 white queen · c3 white knight · e3 white pawn · f3 white bishop · g3 white rook · b2 black knight · d2 white pawn · e2 white knight · f2 black king · g2 white pawn · a1 black bishop · b1 white king · h1 white rook | c7 white bishop · e7 black pawn · f7 black rook · g7 black knight · h7 black queen · e6 black pawn · h6 black pawn · e4 white queen · c3 white knight · e3 white pawn · f3 white bishop · g3 white rook · b2 black knight · d2 white pawn · e2 white knight · f2 black king · g2 white pawn · a1 black bishop · b1 white king · h1 white rook | c7 white bishop · e7 black pawn · f7 black rook · g7 black knight · h7 black queen · e6 black pawn · h6 black pawn · e4 white queen · c3 white knight · e3 white pawn · f3 white bishop · g3 white rook · b2 black knight · d2 white pawn · e2 white knight · f2 black king · g2 white pawn · a1 black bishop · b1 white king · h1 white rook | c7 white bishop · e7 black pawn · f7 black rook · g7 black knight · h7 black queen · e6 black pawn · h6 black pawn · e4 white queen · c3 white knight · e3 white pawn · f3 white bishop · g3 white rook · b2 black knight · d2 white pawn · e2 white knight · f2 black king · g2 white pawn · a1 black bishop · b1 white king · h1 white rook | 4 |
| 3 | c7 white bishop · e7 black pawn · f7 black rook · g7 black knight · h7 black queen · e6 black pawn · h6 black pawn · e4 white queen · c3 white knight · e3 white pawn · f3 white bishop · g3 white rook · b2 black knight · d2 white pawn · e2 white knight · f2 black king · g2 white pawn · a1 black bishop · b1 white king · h1 white rook | c7 white bishop · e7 black pawn · f7 black rook · g7 black knight · h7 black queen · e6 black pawn · h6 black pawn · e4 white queen · c3 white knight · e3 white pawn · f3 white bishop · g3 white rook · b2 black knight · d2 white pawn · e2 white knight · f2 black king · g2 white pawn · a1 black bishop · b1 white king · h1 white rook | c7 white bishop · e7 black pawn · f7 black rook · g7 black knight · h7 black queen · e6 black pawn · h6 black pawn · e4 white queen · c3 white knight · e3 white pawn · f3 white bishop · g3 white rook · b2 black knight · d2 white pawn · e2 white knight · f2 black king · g2 white pawn · a1 black bishop · b1 white king · h1 white rook | c7 white bishop · e7 black pawn · f7 black rook · g7 black knight · h7 black queen · e6 black pawn · h6 black pawn · e4 white queen · c3 white knight · e3 white pawn · f3 white bishop · g3 white rook · b2 black knight · d2 white pawn · e2 white knight · f2 black king · g2 white pawn · a1 black bishop · b1 white king · h1 white rook | c7 white bishop · e7 black pawn · f7 black rook · g7 black knight · h7 black queen · e6 black pawn · h6 black pawn · e4 white queen · c3 white knight · e3 white pawn · f3 white bishop · g3 white rook · b2 black knight · d2 white pawn · e2 white knight · f2 black king · g2 white pawn · a1 black bishop · b1 white king · h1 white rook | c7 white bishop · e7 black pawn · f7 black rook · g7 black knight · h7 black queen · e6 black pawn · h6 black pawn · e4 white queen · c3 white knight · e3 white pawn · f3 white bishop · g3 white rook · b2 black knight · d2 white pawn · e2 white knight · f2 black king · g2 white pawn · a1 black bishop · b1 white king · h1 white rook | c7 white bishop · e7 black pawn · f7 black rook · g7 black knight · h7 black queen · e6 black pawn · h6 black pawn · e4 white queen · c3 white knight · e3 white pawn · f3 white bishop · g3 white rook · b2 black knight · d2 white pawn · e2 white knight · f2 black king · g2 white pawn · a1 black bishop · b1 white king · h1 white rook | c7 white bishop · e7 black pawn · f7 black rook · g7 black knight · h7 black queen · e6 black pawn · h6 black pawn · e4 white queen · c3 white knight · e3 white pawn · f3 white bishop · g3 white rook · b2 black knight · d2 white pawn · e2 white knight · f2 black king · g2 white pawn · a1 black bishop · b1 white king · h1 white rook | 3 |
| 2 | c7 white bishop · e7 black pawn · f7 black rook · g7 black knight · h7 black queen · e6 black pawn · h6 black pawn · e4 white queen · c3 white knight · e3 white pawn · f3 white bishop · g3 white rook · b2 black knight · d2 white pawn · e2 white knight · f2 black king · g2 white pawn · a1 black bishop · b1 white king · h1 white rook | c7 white bishop · e7 black pawn · f7 black rook · g7 black knight · h7 black queen · e6 black pawn · h6 black pawn · e4 white queen · c3 white knight · e3 white pawn · f3 white bishop · g3 white rook · b2 black knight · d2 white pawn · e2 white knight · f2 black king · g2 white pawn · a1 black bishop · b1 white king · h1 white rook | c7 white bishop · e7 black pawn · f7 black rook · g7 black knight · h7 black queen · e6 black pawn · h6 black pawn · e4 white queen · c3 white knight · e3 white pawn · f3 white bishop · g3 white rook · b2 black knight · d2 white pawn · e2 white knight · f2 black king · g2 white pawn · a1 black bishop · b1 white king · h1 white rook | c7 white bishop · e7 black pawn · f7 black rook · g7 black knight · h7 black queen · e6 black pawn · h6 black pawn · e4 white queen · c3 white knight · e3 white pawn · f3 white bishop · g3 white rook · b2 black knight · d2 white pawn · e2 white knight · f2 black king · g2 white pawn · a1 black bishop · b1 white king · h1 white rook | c7 white bishop · e7 black pawn · f7 black rook · g7 black knight · h7 black queen · e6 black pawn · h6 black pawn · e4 white queen · c3 white knight · e3 white pawn · f3 white bishop · g3 white rook · b2 black knight · d2 white pawn · e2 white knight · f2 black king · g2 white pawn · a1 black bishop · b1 white king · h1 white rook | c7 white bishop · e7 black pawn · f7 black rook · g7 black knight · h7 black queen · e6 black pawn · h6 black pawn · e4 white queen · c3 white knight · e3 white pawn · f3 white bishop · g3 white rook · b2 black knight · d2 white pawn · e2 white knight · f2 black king · g2 white pawn · a1 black bishop · b1 white king · h1 white rook | c7 white bishop · e7 black pawn · f7 black rook · g7 black knight · h7 black queen · e6 black pawn · h6 black pawn · e4 white queen · c3 white knight · e3 white pawn · f3 white bishop · g3 white rook · b2 black knight · d2 white pawn · e2 white knight · f2 black king · g2 white pawn · a1 black bishop · b1 white king · h1 white rook | c7 white bishop · e7 black pawn · f7 black rook · g7 black knight · h7 black queen · e6 black pawn · h6 black pawn · e4 white queen · c3 white knight · e3 white pawn · f3 white bishop · g3 white rook · b2 black knight · d2 white pawn · e2 white knight · f2 black king · g2 white pawn · a1 black bishop · b1 white king · h1 white rook | 2 |
| 1 | c7 white bishop · e7 black pawn · f7 black rook · g7 black knight · h7 black queen · e6 black pawn · h6 black pawn · e4 white queen · c3 white knight · e3 white pawn · f3 white bishop · g3 white rook · b2 black knight · d2 white pawn · e2 white knight · f2 black king · g2 white pawn · a1 black bishop · b1 white king · h1 white rook | c7 white bishop · e7 black pawn · f7 black rook · g7 black knight · h7 black queen · e6 black pawn · h6 black pawn · e4 white queen · c3 white knight · e3 white pawn · f3 white bishop · g3 white rook · b2 black knight · d2 white pawn · e2 white knight · f2 black king · g2 white pawn · a1 black bishop · b1 white king · h1 white rook | c7 white bishop · e7 black pawn · f7 black rook · g7 black knight · h7 black queen · e6 black pawn · h6 black pawn · e4 white queen · c3 white knight · e3 white pawn · f3 white bishop · g3 white rook · b2 black knight · d2 white pawn · e2 white knight · f2 black king · g2 white pawn · a1 black bishop · b1 white king · h1 white rook | c7 white bishop · e7 black pawn · f7 black rook · g7 black knight · h7 black queen · e6 black pawn · h6 black pawn · e4 white queen · c3 white knight · e3 white pawn · f3 white bishop · g3 white rook · b2 black knight · d2 white pawn · e2 white knight · f2 black king · g2 white pawn · a1 black bishop · b1 white king · h1 white rook | c7 white bishop · e7 black pawn · f7 black rook · g7 black knight · h7 black queen · e6 black pawn · h6 black pawn · e4 white queen · c3 white knight · e3 white pawn · f3 white bishop · g3 white rook · b2 black knight · d2 white pawn · e2 white knight · f2 black king · g2 white pawn · a1 black bishop · b1 white king · h1 white rook | c7 white bishop · e7 black pawn · f7 black rook · g7 black knight · h7 black queen · e6 black pawn · h6 black pawn · e4 white queen · c3 white knight · e3 white pawn · f3 white bishop · g3 white rook · b2 black knight · d2 white pawn · e2 white knight · f2 black king · g2 white pawn · a1 black bishop · b1 white king · h1 white rook | c7 white bishop · e7 black pawn · f7 black rook · g7 black knight · h7 black queen · e6 black pawn · h6 black pawn · e4 white queen · c3 white knight · e3 white pawn · f3 white bishop · g3 white rook · b2 black knight · d2 white pawn · e2 white knight · f2 black king · g2 white pawn · a1 black bishop · b1 white king · h1 white rook | c7 white bishop · e7 black pawn · f7 black rook · g7 black knight · h7 black queen · e6 black pawn · h6 black pawn · e4 white queen · c3 white knight · e3 white pawn · f3 white bishop · g3 white rook · b2 black knight · d2 white pawn · e2 white knight · f2 black king · g2 white pawn · a1 black bishop · b1 white king · h1 white rook | 1 |
|   | a | b | c | d | e | f | g | h |   |

|   | a | b | c | d | e | f | g | h |   |
| 8 | f8 black knight · g8 black bishop · h8 black queen · g7 black pawn · e6 black pawn · g4 white knight · d3 white queen · e3 white pawn · a2 white pawn · b2 white pawn · c2 white king · d2 white pawn · f2 white pawn · g2 white pawn · h2 white rook · a1 white rook · b1 white bishop · g1 black king | f8 black knight · g8 black bishop · h8 black queen · g7 black pawn · e6 black pawn · g4 white knight · d3 white queen · e3 white pawn · a2 white pawn · b2 white pawn · c2 white king · d2 white pawn · f2 white pawn · g2 white pawn · h2 white rook · a1 white rook · b1 white bishop · g1 black king | f8 black knight · g8 black bishop · h8 black queen · g7 black pawn · e6 black pawn · g4 white knight · d3 white queen · e3 white pawn · a2 white pawn · b2 white pawn · c2 white king · d2 white pawn · f2 white pawn · g2 white pawn · h2 white rook · a1 white rook · b1 white bishop · g1 black king | f8 black knight · g8 black bishop · h8 black queen · g7 black pawn · e6 black pawn · g4 white knight · d3 white queen · e3 white pawn · a2 white pawn · b2 white pawn · c2 white king · d2 white pawn · f2 white pawn · g2 white pawn · h2 white rook · a1 white rook · b1 white bishop · g1 black king | f8 black knight · g8 black bishop · h8 black queen · g7 black pawn · e6 black pawn · g4 white knight · d3 white queen · e3 white pawn · a2 white pawn · b2 white pawn · c2 white king · d2 white pawn · f2 white pawn · g2 white pawn · h2 white rook · a1 white rook · b1 white bishop · g1 black king | f8 black knight · g8 black bishop · h8 black queen · g7 black pawn · e6 black pawn · g4 white knight · d3 white queen · e3 white pawn · a2 white pawn · b2 white pawn · c2 white king · d2 white pawn · f2 white pawn · g2 white pawn · h2 white rook · a1 white rook · b1 white bishop · g1 black king | f8 black knight · g8 black bishop · h8 black queen · g7 black pawn · e6 black pawn · g4 white knight · d3 white queen · e3 white pawn · a2 white pawn · b2 white pawn · c2 white king · d2 white pawn · f2 white pawn · g2 white pawn · h2 white rook · a1 white rook · b1 white bishop · g1 black king | f8 black knight · g8 black bishop · h8 black queen · g7 black pawn · e6 black pawn · g4 white knight · d3 white queen · e3 white pawn · a2 white pawn · b2 white pawn · c2 white king · d2 white pawn · f2 white pawn · g2 white pawn · h2 white rook · a1 white rook · b1 white bishop · g1 black king | 8 |
| 7 | f8 black knight · g8 black bishop · h8 black queen · g7 black pawn · e6 black pawn · g4 white knight · d3 white queen · e3 white pawn · a2 white pawn · b2 white pawn · c2 white king · d2 white pawn · f2 white pawn · g2 white pawn · h2 white rook · a1 white rook · b1 white bishop · g1 black king | f8 black knight · g8 black bishop · h8 black queen · g7 black pawn · e6 black pawn · g4 white knight · d3 white queen · e3 white pawn · a2 white pawn · b2 white pawn · c2 white king · d2 white pawn · f2 white pawn · g2 white pawn · h2 white rook · a1 white rook · b1 white bishop · g1 black king | f8 black knight · g8 black bishop · h8 black queen · g7 black pawn · e6 black pawn · g4 white knight · d3 white queen · e3 white pawn · a2 white pawn · b2 white pawn · c2 white king · d2 white pawn · f2 white pawn · g2 white pawn · h2 white rook · a1 white rook · b1 white bishop · g1 black king | f8 black knight · g8 black bishop · h8 black queen · g7 black pawn · e6 black pawn · g4 white knight · d3 white queen · e3 white pawn · a2 white pawn · b2 white pawn · c2 white king · d2 white pawn · f2 white pawn · g2 white pawn · h2 white rook · a1 white rook · b1 white bishop · g1 black king | f8 black knight · g8 black bishop · h8 black queen · g7 black pawn · e6 black pawn · g4 white knight · d3 white queen · e3 white pawn · a2 white pawn · b2 white pawn · c2 white king · d2 white pawn · f2 white pawn · g2 white pawn · h2 white rook · a1 white rook · b1 white bishop · g1 black king | f8 black knight · g8 black bishop · h8 black queen · g7 black pawn · e6 black pawn · g4 white knight · d3 white queen · e3 white pawn · a2 white pawn · b2 white pawn · c2 white king · d2 white pawn · f2 white pawn · g2 white pawn · h2 white rook · a1 white rook · b1 white bishop · g1 black king | f8 black knight · g8 black bishop · h8 black queen · g7 black pawn · e6 black pawn · g4 white knight · d3 white queen · e3 white pawn · a2 white pawn · b2 white pawn · c2 white king · d2 white pawn · f2 white pawn · g2 white pawn · h2 white rook · a1 white rook · b1 white bishop · g1 black king | f8 black knight · g8 black bishop · h8 black queen · g7 black pawn · e6 black pawn · g4 white knight · d3 white queen · e3 white pawn · a2 white pawn · b2 white pawn · c2 white king · d2 white pawn · f2 white pawn · g2 white pawn · h2 white rook · a1 white rook · b1 white bishop · g1 black king | 7 |
| 6 | f8 black knight · g8 black bishop · h8 black queen · g7 black pawn · e6 black pawn · g4 white knight · d3 white queen · e3 white pawn · a2 white pawn · b2 white pawn · c2 white king · d2 white pawn · f2 white pawn · g2 white pawn · h2 white rook · a1 white rook · b1 white bishop · g1 black king | f8 black knight · g8 black bishop · h8 black queen · g7 black pawn · e6 black pawn · g4 white knight · d3 white queen · e3 white pawn · a2 white pawn · b2 white pawn · c2 white king · d2 white pawn · f2 white pawn · g2 white pawn · h2 white rook · a1 white rook · b1 white bishop · g1 black king | f8 black knight · g8 black bishop · h8 black queen · g7 black pawn · e6 black pawn · g4 white knight · d3 white queen · e3 white pawn · a2 white pawn · b2 white pawn · c2 white king · d2 white pawn · f2 white pawn · g2 white pawn · h2 white rook · a1 white rook · b1 white bishop · g1 black king | f8 black knight · g8 black bishop · h8 black queen · g7 black pawn · e6 black pawn · g4 white knight · d3 white queen · e3 white pawn · a2 white pawn · b2 white pawn · c2 white king · d2 white pawn · f2 white pawn · g2 white pawn · h2 white rook · a1 white rook · b1 white bishop · g1 black king | f8 black knight · g8 black bishop · h8 black queen · g7 black pawn · e6 black pawn · g4 white knight · d3 white queen · e3 white pawn · a2 white pawn · b2 white pawn · c2 white king · d2 white pawn · f2 white pawn · g2 white pawn · h2 white rook · a1 white rook · b1 white bishop · g1 black king | f8 black knight · g8 black bishop · h8 black queen · g7 black pawn · e6 black pawn · g4 white knight · d3 white queen · e3 white pawn · a2 white pawn · b2 white pawn · c2 white king · d2 white pawn · f2 white pawn · g2 white pawn · h2 white rook · a1 white rook · b1 white bishop · g1 black king | f8 black knight · g8 black bishop · h8 black queen · g7 black pawn · e6 black pawn · g4 white knight · d3 white queen · e3 white pawn · a2 white pawn · b2 white pawn · c2 white king · d2 white pawn · f2 white pawn · g2 white pawn · h2 white rook · a1 white rook · b1 white bishop · g1 black king | f8 black knight · g8 black bishop · h8 black queen · g7 black pawn · e6 black pawn · g4 white knight · d3 white queen · e3 white pawn · a2 white pawn · b2 white pawn · c2 white king · d2 white pawn · f2 white pawn · g2 white pawn · h2 white rook · a1 white rook · b1 white bishop · g1 black king | 6 |
| 5 | f8 black knight · g8 black bishop · h8 black queen · g7 black pawn · e6 black pawn · g4 white knight · d3 white queen · e3 white pawn · a2 white pawn · b2 white pawn · c2 white king · d2 white pawn · f2 white pawn · g2 white pawn · h2 white rook · a1 white rook · b1 white bishop · g1 black king | f8 black knight · g8 black bishop · h8 black queen · g7 black pawn · e6 black pawn · g4 white knight · d3 white queen · e3 white pawn · a2 white pawn · b2 white pawn · c2 white king · d2 white pawn · f2 white pawn · g2 white pawn · h2 white rook · a1 white rook · b1 white bishop · g1 black king | f8 black knight · g8 black bishop · h8 black queen · g7 black pawn · e6 black pawn · g4 white knight · d3 white queen · e3 white pawn · a2 white pawn · b2 white pawn · c2 white king · d2 white pawn · f2 white pawn · g2 white pawn · h2 white rook · a1 white rook · b1 white bishop · g1 black king | f8 black knight · g8 black bishop · h8 black queen · g7 black pawn · e6 black pawn · g4 white knight · d3 white queen · e3 white pawn · a2 white pawn · b2 white pawn · c2 white king · d2 white pawn · f2 white pawn · g2 white pawn · h2 white rook · a1 white rook · b1 white bishop · g1 black king | f8 black knight · g8 black bishop · h8 black queen · g7 black pawn · e6 black pawn · g4 white knight · d3 white queen · e3 white pawn · a2 white pawn · b2 white pawn · c2 white king · d2 white pawn · f2 white pawn · g2 white pawn · h2 white rook · a1 white rook · b1 white bishop · g1 black king | f8 black knight · g8 black bishop · h8 black queen · g7 black pawn · e6 black pawn · g4 white knight · d3 white queen · e3 white pawn · a2 white pawn · b2 white pawn · c2 white king · d2 white pawn · f2 white pawn · g2 white pawn · h2 white rook · a1 white rook · b1 white bishop · g1 black king | f8 black knight · g8 black bishop · h8 black queen · g7 black pawn · e6 black pawn · g4 white knight · d3 white queen · e3 white pawn · a2 white pawn · b2 white pawn · c2 white king · d2 white pawn · f2 white pawn · g2 white pawn · h2 white rook · a1 white rook · b1 white bishop · g1 black king | f8 black knight · g8 black bishop · h8 black queen · g7 black pawn · e6 black pawn · g4 white knight · d3 white queen · e3 white pawn · a2 white pawn · b2 white pawn · c2 white king · d2 white pawn · f2 white pawn · g2 white pawn · h2 white rook · a1 white rook · b1 white bishop · g1 black king | 5 |
| 4 | f8 black knight · g8 black bishop · h8 black queen · g7 black pawn · e6 black pawn · g4 white knight · d3 white queen · e3 white pawn · a2 white pawn · b2 white pawn · c2 white king · d2 white pawn · f2 white pawn · g2 white pawn · h2 white rook · a1 white rook · b1 white bishop · g1 black king | f8 black knight · g8 black bishop · h8 black queen · g7 black pawn · e6 black pawn · g4 white knight · d3 white queen · e3 white pawn · a2 white pawn · b2 white pawn · c2 white king · d2 white pawn · f2 white pawn · g2 white pawn · h2 white rook · a1 white rook · b1 white bishop · g1 black king | f8 black knight · g8 black bishop · h8 black queen · g7 black pawn · e6 black pawn · g4 white knight · d3 white queen · e3 white pawn · a2 white pawn · b2 white pawn · c2 white king · d2 white pawn · f2 white pawn · g2 white pawn · h2 white rook · a1 white rook · b1 white bishop · g1 black king | f8 black knight · g8 black bishop · h8 black queen · g7 black pawn · e6 black pawn · g4 white knight · d3 white queen · e3 white pawn · a2 white pawn · b2 white pawn · c2 white king · d2 white pawn · f2 white pawn · g2 white pawn · h2 white rook · a1 white rook · b1 white bishop · g1 black king | f8 black knight · g8 black bishop · h8 black queen · g7 black pawn · e6 black pawn · g4 white knight · d3 white queen · e3 white pawn · a2 white pawn · b2 white pawn · c2 white king · d2 white pawn · f2 white pawn · g2 white pawn · h2 white rook · a1 white rook · b1 white bishop · g1 black king | f8 black knight · g8 black bishop · h8 black queen · g7 black pawn · e6 black pawn · g4 white knight · d3 white queen · e3 white pawn · a2 white pawn · b2 white pawn · c2 white king · d2 white pawn · f2 white pawn · g2 white pawn · h2 white rook · a1 white rook · b1 white bishop · g1 black king | f8 black knight · g8 black bishop · h8 black queen · g7 black pawn · e6 black pawn · g4 white knight · d3 white queen · e3 white pawn · a2 white pawn · b2 white pawn · c2 white king · d2 white pawn · f2 white pawn · g2 white pawn · h2 white rook · a1 white rook · b1 white bishop · g1 black king | f8 black knight · g8 black bishop · h8 black queen · g7 black pawn · e6 black pawn · g4 white knight · d3 white queen · e3 white pawn · a2 white pawn · b2 white pawn · c2 white king · d2 white pawn · f2 white pawn · g2 white pawn · h2 white rook · a1 white rook · b1 white bishop · g1 black king | 4 |
| 3 | f8 black knight · g8 black bishop · h8 black queen · g7 black pawn · e6 black pawn · g4 white knight · d3 white queen · e3 white pawn · a2 white pawn · b2 white pawn · c2 white king · d2 white pawn · f2 white pawn · g2 white pawn · h2 white rook · a1 white rook · b1 white bishop · g1 black king | f8 black knight · g8 black bishop · h8 black queen · g7 black pawn · e6 black pawn · g4 white knight · d3 white queen · e3 white pawn · a2 white pawn · b2 white pawn · c2 white king · d2 white pawn · f2 white pawn · g2 white pawn · h2 white rook · a1 white rook · b1 white bishop · g1 black king | f8 black knight · g8 black bishop · h8 black queen · g7 black pawn · e6 black pawn · g4 white knight · d3 white queen · e3 white pawn · a2 white pawn · b2 white pawn · c2 white king · d2 white pawn · f2 white pawn · g2 white pawn · h2 white rook · a1 white rook · b1 white bishop · g1 black king | f8 black knight · g8 black bishop · h8 black queen · g7 black pawn · e6 black pawn · g4 white knight · d3 white queen · e3 white pawn · a2 white pawn · b2 white pawn · c2 white king · d2 white pawn · f2 white pawn · g2 white pawn · h2 white rook · a1 white rook · b1 white bishop · g1 black king | f8 black knight · g8 black bishop · h8 black queen · g7 black pawn · e6 black pawn · g4 white knight · d3 white queen · e3 white pawn · a2 white pawn · b2 white pawn · c2 white king · d2 white pawn · f2 white pawn · g2 white pawn · h2 white rook · a1 white rook · b1 white bishop · g1 black king | f8 black knight · g8 black bishop · h8 black queen · g7 black pawn · e6 black pawn · g4 white knight · d3 white queen · e3 white pawn · a2 white pawn · b2 white pawn · c2 white king · d2 white pawn · f2 white pawn · g2 white pawn · h2 white rook · a1 white rook · b1 white bishop · g1 black king | f8 black knight · g8 black bishop · h8 black queen · g7 black pawn · e6 black pawn · g4 white knight · d3 white queen · e3 white pawn · a2 white pawn · b2 white pawn · c2 white king · d2 white pawn · f2 white pawn · g2 white pawn · h2 white rook · a1 white rook · b1 white bishop · g1 black king | f8 black knight · g8 black bishop · h8 black queen · g7 black pawn · e6 black pawn · g4 white knight · d3 white queen · e3 white pawn · a2 white pawn · b2 white pawn · c2 white king · d2 white pawn · f2 white pawn · g2 white pawn · h2 white rook · a1 white rook · b1 white bishop · g1 black king | 3 |
| 2 | f8 black knight · g8 black bishop · h8 black queen · g7 black pawn · e6 black pawn · g4 white knight · d3 white queen · e3 white pawn · a2 white pawn · b2 white pawn · c2 white king · d2 white pawn · f2 white pawn · g2 white pawn · h2 white rook · a1 white rook · b1 white bishop · g1 black king | f8 black knight · g8 black bishop · h8 black queen · g7 black pawn · e6 black pawn · g4 white knight · d3 white queen · e3 white pawn · a2 white pawn · b2 white pawn · c2 white king · d2 white pawn · f2 white pawn · g2 white pawn · h2 white rook · a1 white rook · b1 white bishop · g1 black king | f8 black knight · g8 black bishop · h8 black queen · g7 black pawn · e6 black pawn · g4 white knight · d3 white queen · e3 white pawn · a2 white pawn · b2 white pawn · c2 white king · d2 white pawn · f2 white pawn · g2 white pawn · h2 white rook · a1 white rook · b1 white bishop · g1 black king | f8 black knight · g8 black bishop · h8 black queen · g7 black pawn · e6 black pawn · g4 white knight · d3 white queen · e3 white pawn · a2 white pawn · b2 white pawn · c2 white king · d2 white pawn · f2 white pawn · g2 white pawn · h2 white rook · a1 white rook · b1 white bishop · g1 black king | f8 black knight · g8 black bishop · h8 black queen · g7 black pawn · e6 black pawn · g4 white knight · d3 white queen · e3 white pawn · a2 white pawn · b2 white pawn · c2 white king · d2 white pawn · f2 white pawn · g2 white pawn · h2 white rook · a1 white rook · b1 white bishop · g1 black king | f8 black knight · g8 black bishop · h8 black queen · g7 black pawn · e6 black pawn · g4 white knight · d3 white queen · e3 white pawn · a2 white pawn · b2 white pawn · c2 white king · d2 white pawn · f2 white pawn · g2 white pawn · h2 white rook · a1 white rook · b1 white bishop · g1 black king | f8 black knight · g8 black bishop · h8 black queen · g7 black pawn · e6 black pawn · g4 white knight · d3 white queen · e3 white pawn · a2 white pawn · b2 white pawn · c2 white king · d2 white pawn · f2 white pawn · g2 white pawn · h2 white rook · a1 white rook · b1 white bishop · g1 black king | f8 black knight · g8 black bishop · h8 black queen · g7 black pawn · e6 black pawn · g4 white knight · d3 white queen · e3 white pawn · a2 white pawn · b2 white pawn · c2 white king · d2 white pawn · f2 white pawn · g2 white pawn · h2 white rook · a1 white rook · b1 white bishop · g1 black king | 2 |
| 1 | f8 black knight · g8 black bishop · h8 black queen · g7 black pawn · e6 black pawn · g4 white knight · d3 white queen · e3 white pawn · a2 white pawn · b2 white pawn · c2 white king · d2 white pawn · f2 white pawn · g2 white pawn · h2 white rook · a1 white rook · b1 white bishop · g1 black king | f8 black knight · g8 black bishop · h8 black queen · g7 black pawn · e6 black pawn · g4 white knight · d3 white queen · e3 white pawn · a2 white pawn · b2 white pawn · c2 white king · d2 white pawn · f2 white pawn · g2 white pawn · h2 white rook · a1 white rook · b1 white bishop · g1 black king | f8 black knight · g8 black bishop · h8 black queen · g7 black pawn · e6 black pawn · g4 white knight · d3 white queen · e3 white pawn · a2 white pawn · b2 white pawn · c2 white king · d2 white pawn · f2 white pawn · g2 white pawn · h2 white rook · a1 white rook · b1 white bishop · g1 black king | f8 black knight · g8 black bishop · h8 black queen · g7 black pawn · e6 black pawn · g4 white knight · d3 white queen · e3 white pawn · a2 white pawn · b2 white pawn · c2 white king · d2 white pawn · f2 white pawn · g2 white pawn · h2 white rook · a1 white rook · b1 white bishop · g1 black king | f8 black knight · g8 black bishop · h8 black queen · g7 black pawn · e6 black pawn · g4 white knight · d3 white queen · e3 white pawn · a2 white pawn · b2 white pawn · c2 white king · d2 white pawn · f2 white pawn · g2 white pawn · h2 white rook · a1 white rook · b1 white bishop · g1 black king | f8 black knight · g8 black bishop · h8 black queen · g7 black pawn · e6 black pawn · g4 white knight · d3 white queen · e3 white pawn · a2 white pawn · b2 white pawn · c2 white king · d2 white pawn · f2 white pawn · g2 white pawn · h2 white rook · a1 white rook · b1 white bishop · g1 black king | f8 black knight · g8 black bishop · h8 black queen · g7 black pawn · e6 black pawn · g4 white knight · d3 white queen · e3 white pawn · a2 white pawn · b2 white pawn · c2 white king · d2 white pawn · f2 white pawn · g2 white pawn · h2 white rook · a1 white rook · b1 white bishop · g1 black king | f8 black knight · g8 black bishop · h8 black queen · g7 black pawn · e6 black pawn · g4 white knight · d3 white queen · e3 white pawn · a2 white pawn · b2 white pawn · c2 white king · d2 white pawn · f2 white pawn · g2 white pawn · h2 white rook · a1 white rook · b1 white bishop · g1 black king | 1 |
|   | a | b | c | d | e | f | g | h |   |

Проблеми и партије су два једнака аспекта шаха и разлика међу њима је више у интензивности него у суштини. Упоређујући са партијом, добар шаховски проблем активира јаче снаге по потезу, користи фигуре ефикасније и потенцира више њихову сарадњу и међусобне односе... У пракси то значи да је проблем позиција на шаховској табли којој је услов само накачен. Тај услов може да буде било шта...— др Милан Вукчевић

### Узори
Др Милан Вукчевић био је проблемиста који је сам себи био највећи критичар — својевремено се говорило да је он публиковао само 2% својих компонованих проблема! То је због тога што је желео да објави само оно што је савршено. Имао је високе критеријуме, па и поред тога његова продукција је више него значајна.
Године 1948. са само 11 година освојио је прву награду на тематском турниру „Шаховског вјесника“ за самомат у 3 потеза. У својој аутобиографској књизи „Миланов шах“ (енгл. Chess by Milan), Вукчевић је посебну пажњу обратио да је на његов проблемски развој било од суштинског значаја да је имао добре учитеље. То су били његов ујак Милан Тривановић, полубрат по мајци Иван Спрунг и Трандафилос Саперас, породични пријатељ и проблемски уредник часописа „Шах“. Сви су они били добри проблемисти и значајно су помогли младом Вукчевићу да стекне основе проблемског шаха и да брзо напредује. На једном месту у својој другој књизи, „Моје композиције“ из 2003. године, Вукчевић пише да је научио (док се дружио са Саперасом), да неки проблемисти објављују своје оригиналне проблеме из личних побуда да би видели своје име, други објављују „све и свашта“, док је на пример, велики италијански композитор шаховских проблема, Отавино Сточи (итал. Ottavino Stocchi) (1906—1964), објављивао велике проблеме. Он је био Вукчевићев узор у то време и то га је навело да по сопственом признању објави само десети део од свих својих завршених композиција.

### Омиљене теме
Међу омиљене Вукчевићеве теме, поред Бристолске теме, спадају и измењени матови. Измењени матови на исте црне одбране су позната тема још са почетка XX века. Током времена проблемисти су проналазили нове модалитете, па постоје тзв. реципрочно измењени матови на две исте црне одбране, циклично измењени матови на три исте црне одбране (Лачни тема) итд. Вукчевић је детаљно анализирао схеме где је измена само на једној црној одбрани у изнудици, и њих је називао изменом на слободном пољу.

### Афирмација
Његов тропотез (в. дијаграм) објављен у британском Проблемисту (енгл. The Problemist) из 1981. године, реномирани руски шаховски журнал „64“ прогласио је за проблем деценије. Посебну награду за овај проблем Вукчевић је добио коментаром доајена проблемског шаха, Руса Александра Гуљајева Грина, који је дао интервју у нашем часопису „МатПлус“ из 1996. године, где је рекао да је тај проблем својим изузетним садржајем засенио све претходне које је икада видео. Та изјава навела је др Вукчевића да направи још спектакуларнији проблем у Лојдовом стилу специјално за Грина. Године 2002. тај проблем добио је награду „Сем Лојд“ као проблем који је најбоље и најверније одразио Лојдов стил. Како са жањењем спомиње Вукчевић у књизи „Моје композиције“ из 2003. године, Александар Грин који је својим коментаром на претходни проблем инспирисао аутора на ову креацију, никад га није видео, јер је преминуо у дубокој старости пре него што је проблем објављен.
Да је др Вукчевић само ова два проблема подарио, остао би у упамћен у проблемском свету. Но, његов опус био је далеко шири и његов траг у проблемском свету далеко већи и дубљи, јер он је био један од ретких универзалних проблемиста, познавајући и компонујући све врсте проблема и већину добрих или модерних тема. Због тога многи велемајстори проблемског шаха с правом га сматрају једним од највећих проблемиста у историји проблемског шаха.

### Велемајстор шаховске композиције
Титуле у проблемском шаху освајају се на основу поена у Албумима ФИДЕ, престижне и референтне едиције у којој се објављују најбољи проблеми свих проблемиста у трогодишњем периоду. Оцењивање проблема врши комисија од три члана, која је сачињена од еминентних проблемиста и коју одређује Комисија ФИДЕ за проблемски шах. Др Милан Вукчевић је 1978. године постао интернационални мајстор (25 проблема у Албуму ФИДЕ), док је 1988. године постао и велемајстор шаховске композиције (70 проблема у Албуму ФИДЕ). Два пута је био најбољи појединац на Светским првенствима у компоновању, где је наступао за репрезентацију САД. Једини пут када је учествовао на Светском првенству у решавању проблема (у Холандији, 1981. године) био је трећи са убедљиво најбољим временом. Десетине пута освајао је прва места на турнирима у компоновању у проблемских часописима, а по укупним поенима у Албумима ФИДЕ, др Вукчевић је у самом врху.
2003. године Милан Вукчевић имао је укупно 124,5 поена у Албуму ФИДЕ, што га је сврставало на 11. место светске ранг-листе.
Вукчевић је био универзални проблемиста, компоновао је све врсте проблема са великим успехом, можда једино не ретро проблеме. У односу на условно речено конкуренцију, најјачи је био у вишепотезима.

### Оригиналност у двопотезима
Више од тих поена који у проблемском шаху не би требало да су примарни, вреди чињеница да је Вукчевић био међу првима који је открио нове механизме. У најпопуларнијем услову, двопотезима, Вукчевић је направио прве неочекиване продоре у познате теме.
У специјализованом проблемском часопису „Probleemblad“, Вукчевић је 1962. године објавио проблем у којем је, према сопственом признању, направио оригиналан комплекс који је касније много пута поновљен. Те касније верзије су економичније, али тиме не могу да умање вредност првог примера. Проблем приказује изванредан задатак, а то је комбинација белог и црног Гримшоу сецишта.
1971. године у британском часопису „Проблемист“ (енгл. The Problemist) др Вукчевић је међу првима обрадио један други задатак, удвостручен приказ реципрочно измењених матова. Проблеми је ушао у едицију Албум ФИДЕ за период од 1971. до 1973. године.

### Студије
|   | a | b | c | d | e | f | g | h |   |
| 8 | c8 white rook · b7 black rook · c7 black knight · d7 white bishop · g7 black pawn · h7 black king · c6 black bishop · g6 black pawn · h6 white pawn · c5 black pawn · e5 white knight · g5 white pawn · a4 black pawn · c4 black pawn · d4 white pawn · h4 black rook · d3 black pawn · e3 white pawn · h3 white pawn · a2 white king · b2 black knight · d2 black bishop · g2 black pawn · f1 black rook | c8 white rook · b7 black rook · c7 black knight · d7 white bishop · g7 black pawn · h7 black king · c6 black bishop · g6 black pawn · h6 white pawn · c5 black pawn · e5 white knight · g5 white pawn · a4 black pawn · c4 black pawn · d4 white pawn · h4 black rook · d3 black pawn · e3 white pawn · h3 white pawn · a2 white king · b2 black knight · d2 black bishop · g2 black pawn · f1 black rook | c8 white rook · b7 black rook · c7 black knight · d7 white bishop · g7 black pawn · h7 black king · c6 black bishop · g6 black pawn · h6 white pawn · c5 black pawn · e5 white knight · g5 white pawn · a4 black pawn · c4 black pawn · d4 white pawn · h4 black rook · d3 black pawn · e3 white pawn · h3 white pawn · a2 white king · b2 black knight · d2 black bishop · g2 black pawn · f1 black rook | c8 white rook · b7 black rook · c7 black knight · d7 white bishop · g7 black pawn · h7 black king · c6 black bishop · g6 black pawn · h6 white pawn · c5 black pawn · e5 white knight · g5 white pawn · a4 black pawn · c4 black pawn · d4 white pawn · h4 black rook · d3 black pawn · e3 white pawn · h3 white pawn · a2 white king · b2 black knight · d2 black bishop · g2 black pawn · f1 black rook | c8 white rook · b7 black rook · c7 black knight · d7 white bishop · g7 black pawn · h7 black king · c6 black bishop · g6 black pawn · h6 white pawn · c5 black pawn · e5 white knight · g5 white pawn · a4 black pawn · c4 black pawn · d4 white pawn · h4 black rook · d3 black pawn · e3 white pawn · h3 white pawn · a2 white king · b2 black knight · d2 black bishop · g2 black pawn · f1 black rook | c8 white rook · b7 black rook · c7 black knight · d7 white bishop · g7 black pawn · h7 black king · c6 black bishop · g6 black pawn · h6 white pawn · c5 black pawn · e5 white knight · g5 white pawn · a4 black pawn · c4 black pawn · d4 white pawn · h4 black rook · d3 black pawn · e3 white pawn · h3 white pawn · a2 white king · b2 black knight · d2 black bishop · g2 black pawn · f1 black rook | c8 white rook · b7 black rook · c7 black knight · d7 white bishop · g7 black pawn · h7 black king · c6 black bishop · g6 black pawn · h6 white pawn · c5 black pawn · e5 white knight · g5 white pawn · a4 black pawn · c4 black pawn · d4 white pawn · h4 black rook · d3 black pawn · e3 white pawn · h3 white pawn · a2 white king · b2 black knight · d2 black bishop · g2 black pawn · f1 black rook | c8 white rook · b7 black rook · c7 black knight · d7 white bishop · g7 black pawn · h7 black king · c6 black bishop · g6 black pawn · h6 white pawn · c5 black pawn · e5 white knight · g5 white pawn · a4 black pawn · c4 black pawn · d4 white pawn · h4 black rook · d3 black pawn · e3 white pawn · h3 white pawn · a2 white king · b2 black knight · d2 black bishop · g2 black pawn · f1 black rook | 8 |
| 7 | c8 white rook · b7 black rook · c7 black knight · d7 white bishop · g7 black pawn · h7 black king · c6 black bishop · g6 black pawn · h6 white pawn · c5 black pawn · e5 white knight · g5 white pawn · a4 black pawn · c4 black pawn · d4 white pawn · h4 black rook · d3 black pawn · e3 white pawn · h3 white pawn · a2 white king · b2 black knight · d2 black bishop · g2 black pawn · f1 black rook | c8 white rook · b7 black rook · c7 black knight · d7 white bishop · g7 black pawn · h7 black king · c6 black bishop · g6 black pawn · h6 white pawn · c5 black pawn · e5 white knight · g5 white pawn · a4 black pawn · c4 black pawn · d4 white pawn · h4 black rook · d3 black pawn · e3 white pawn · h3 white pawn · a2 white king · b2 black knight · d2 black bishop · g2 black pawn · f1 black rook | c8 white rook · b7 black rook · c7 black knight · d7 white bishop · g7 black pawn · h7 black king · c6 black bishop · g6 black pawn · h6 white pawn · c5 black pawn · e5 white knight · g5 white pawn · a4 black pawn · c4 black pawn · d4 white pawn · h4 black rook · d3 black pawn · e3 white pawn · h3 white pawn · a2 white king · b2 black knight · d2 black bishop · g2 black pawn · f1 black rook | c8 white rook · b7 black rook · c7 black knight · d7 white bishop · g7 black pawn · h7 black king · c6 black bishop · g6 black pawn · h6 white pawn · c5 black pawn · e5 white knight · g5 white pawn · a4 black pawn · c4 black pawn · d4 white pawn · h4 black rook · d3 black pawn · e3 white pawn · h3 white pawn · a2 white king · b2 black knight · d2 black bishop · g2 black pawn · f1 black rook | c8 white rook · b7 black rook · c7 black knight · d7 white bishop · g7 black pawn · h7 black king · c6 black bishop · g6 black pawn · h6 white pawn · c5 black pawn · e5 white knight · g5 white pawn · a4 black pawn · c4 black pawn · d4 white pawn · h4 black rook · d3 black pawn · e3 white pawn · h3 white pawn · a2 white king · b2 black knight · d2 black bishop · g2 black pawn · f1 black rook | c8 white rook · b7 black rook · c7 black knight · d7 white bishop · g7 black pawn · h7 black king · c6 black bishop · g6 black pawn · h6 white pawn · c5 black pawn · e5 white knight · g5 white pawn · a4 black pawn · c4 black pawn · d4 white pawn · h4 black rook · d3 black pawn · e3 white pawn · h3 white pawn · a2 white king · b2 black knight · d2 black bishop · g2 black pawn · f1 black rook | c8 white rook · b7 black rook · c7 black knight · d7 white bishop · g7 black pawn · h7 black king · c6 black bishop · g6 black pawn · h6 white pawn · c5 black pawn · e5 white knight · g5 white pawn · a4 black pawn · c4 black pawn · d4 white pawn · h4 black rook · d3 black pawn · e3 white pawn · h3 white pawn · a2 white king · b2 black knight · d2 black bishop · g2 black pawn · f1 black rook | c8 white rook · b7 black rook · c7 black knight · d7 white bishop · g7 black pawn · h7 black king · c6 black bishop · g6 black pawn · h6 white pawn · c5 black pawn · e5 white knight · g5 white pawn · a4 black pawn · c4 black pawn · d4 white pawn · h4 black rook · d3 black pawn · e3 white pawn · h3 white pawn · a2 white king · b2 black knight · d2 black bishop · g2 black pawn · f1 black rook | 7 |
| 6 | c8 white rook · b7 black rook · c7 black knight · d7 white bishop · g7 black pawn · h7 black king · c6 black bishop · g6 black pawn · h6 white pawn · c5 black pawn · e5 white knight · g5 white pawn · a4 black pawn · c4 black pawn · d4 white pawn · h4 black rook · d3 black pawn · e3 white pawn · h3 white pawn · a2 white king · b2 black knight · d2 black bishop · g2 black pawn · f1 black rook | c8 white rook · b7 black rook · c7 black knight · d7 white bishop · g7 black pawn · h7 black king · c6 black bishop · g6 black pawn · h6 white pawn · c5 black pawn · e5 white knight · g5 white pawn · a4 black pawn · c4 black pawn · d4 white pawn · h4 black rook · d3 black pawn · e3 white pawn · h3 white pawn · a2 white king · b2 black knight · d2 black bishop · g2 black pawn · f1 black rook | c8 white rook · b7 black rook · c7 black knight · d7 white bishop · g7 black pawn · h7 black king · c6 black bishop · g6 black pawn · h6 white pawn · c5 black pawn · e5 white knight · g5 white pawn · a4 black pawn · c4 black pawn · d4 white pawn · h4 black rook · d3 black pawn · e3 white pawn · h3 white pawn · a2 white king · b2 black knight · d2 black bishop · g2 black pawn · f1 black rook | c8 white rook · b7 black rook · c7 black knight · d7 white bishop · g7 black pawn · h7 black king · c6 black bishop · g6 black pawn · h6 white pawn · c5 black pawn · e5 white knight · g5 white pawn · a4 black pawn · c4 black pawn · d4 white pawn · h4 black rook · d3 black pawn · e3 white pawn · h3 white pawn · a2 white king · b2 black knight · d2 black bishop · g2 black pawn · f1 black rook | c8 white rook · b7 black rook · c7 black knight · d7 white bishop · g7 black pawn · h7 black king · c6 black bishop · g6 black pawn · h6 white pawn · c5 black pawn · e5 white knight · g5 white pawn · a4 black pawn · c4 black pawn · d4 white pawn · h4 black rook · d3 black pawn · e3 white pawn · h3 white pawn · a2 white king · b2 black knight · d2 black bishop · g2 black pawn · f1 black rook | c8 white rook · b7 black rook · c7 black knight · d7 white bishop · g7 black pawn · h7 black king · c6 black bishop · g6 black pawn · h6 white pawn · c5 black pawn · e5 white knight · g5 white pawn · a4 black pawn · c4 black pawn · d4 white pawn · h4 black rook · d3 black pawn · e3 white pawn · h3 white pawn · a2 white king · b2 black knight · d2 black bishop · g2 black pawn · f1 black rook | c8 white rook · b7 black rook · c7 black knight · d7 white bishop · g7 black pawn · h7 black king · c6 black bishop · g6 black pawn · h6 white pawn · c5 black pawn · e5 white knight · g5 white pawn · a4 black pawn · c4 black pawn · d4 white pawn · h4 black rook · d3 black pawn · e3 white pawn · h3 white pawn · a2 white king · b2 black knight · d2 black bishop · g2 black pawn · f1 black rook | c8 white rook · b7 black rook · c7 black knight · d7 white bishop · g7 black pawn · h7 black king · c6 black bishop · g6 black pawn · h6 white pawn · c5 black pawn · e5 white knight · g5 white pawn · a4 black pawn · c4 black pawn · d4 white pawn · h4 black rook · d3 black pawn · e3 white pawn · h3 white pawn · a2 white king · b2 black knight · d2 black bishop · g2 black pawn · f1 black rook | 6 |
| 5 | c8 white rook · b7 black rook · c7 black knight · d7 white bishop · g7 black pawn · h7 black king · c6 black bishop · g6 black pawn · h6 white pawn · c5 black pawn · e5 white knight · g5 white pawn · a4 black pawn · c4 black pawn · d4 white pawn · h4 black rook · d3 black pawn · e3 white pawn · h3 white pawn · a2 white king · b2 black knight · d2 black bishop · g2 black pawn · f1 black rook | c8 white rook · b7 black rook · c7 black knight · d7 white bishop · g7 black pawn · h7 black king · c6 black bishop · g6 black pawn · h6 white pawn · c5 black pawn · e5 white knight · g5 white pawn · a4 black pawn · c4 black pawn · d4 white pawn · h4 black rook · d3 black pawn · e3 white pawn · h3 white pawn · a2 white king · b2 black knight · d2 black bishop · g2 black pawn · f1 black rook | c8 white rook · b7 black rook · c7 black knight · d7 white bishop · g7 black pawn · h7 black king · c6 black bishop · g6 black pawn · h6 white pawn · c5 black pawn · e5 white knight · g5 white pawn · a4 black pawn · c4 black pawn · d4 white pawn · h4 black rook · d3 black pawn · e3 white pawn · h3 white pawn · a2 white king · b2 black knight · d2 black bishop · g2 black pawn · f1 black rook | c8 white rook · b7 black rook · c7 black knight · d7 white bishop · g7 black pawn · h7 black king · c6 black bishop · g6 black pawn · h6 white pawn · c5 black pawn · e5 white knight · g5 white pawn · a4 black pawn · c4 black pawn · d4 white pawn · h4 black rook · d3 black pawn · e3 white pawn · h3 white pawn · a2 white king · b2 black knight · d2 black bishop · g2 black pawn · f1 black rook | c8 white rook · b7 black rook · c7 black knight · d7 white bishop · g7 black pawn · h7 black king · c6 black bishop · g6 black pawn · h6 white pawn · c5 black pawn · e5 white knight · g5 white pawn · a4 black pawn · c4 black pawn · d4 white pawn · h4 black rook · d3 black pawn · e3 white pawn · h3 white pawn · a2 white king · b2 black knight · d2 black bishop · g2 black pawn · f1 black rook | c8 white rook · b7 black rook · c7 black knight · d7 white bishop · g7 black pawn · h7 black king · c6 black bishop · g6 black pawn · h6 white pawn · c5 black pawn · e5 white knight · g5 white pawn · a4 black pawn · c4 black pawn · d4 white pawn · h4 black rook · d3 black pawn · e3 white pawn · h3 white pawn · a2 white king · b2 black knight · d2 black bishop · g2 black pawn · f1 black rook | c8 white rook · b7 black rook · c7 black knight · d7 white bishop · g7 black pawn · h7 black king · c6 black bishop · g6 black pawn · h6 white pawn · c5 black pawn · e5 white knight · g5 white pawn · a4 black pawn · c4 black pawn · d4 white pawn · h4 black rook · d3 black pawn · e3 white pawn · h3 white pawn · a2 white king · b2 black knight · d2 black bishop · g2 black pawn · f1 black rook | c8 white rook · b7 black rook · c7 black knight · d7 white bishop · g7 black pawn · h7 black king · c6 black bishop · g6 black pawn · h6 white pawn · c5 black pawn · e5 white knight · g5 white pawn · a4 black pawn · c4 black pawn · d4 white pawn · h4 black rook · d3 black pawn · e3 white pawn · h3 white pawn · a2 white king · b2 black knight · d2 black bishop · g2 black pawn · f1 black rook | 5 |
| 4 | c8 white rook · b7 black rook · c7 black knight · d7 white bishop · g7 black pawn · h7 black king · c6 black bishop · g6 black pawn · h6 white pawn · c5 black pawn · e5 white knight · g5 white pawn · a4 black pawn · c4 black pawn · d4 white pawn · h4 black rook · d3 black pawn · e3 white pawn · h3 white pawn · a2 white king · b2 black knight · d2 black bishop · g2 black pawn · f1 black rook | c8 white rook · b7 black rook · c7 black knight · d7 white bishop · g7 black pawn · h7 black king · c6 black bishop · g6 black pawn · h6 white pawn · c5 black pawn · e5 white knight · g5 white pawn · a4 black pawn · c4 black pawn · d4 white pawn · h4 black rook · d3 black pawn · e3 white pawn · h3 white pawn · a2 white king · b2 black knight · d2 black bishop · g2 black pawn · f1 black rook | c8 white rook · b7 black rook · c7 black knight · d7 white bishop · g7 black pawn · h7 black king · c6 black bishop · g6 black pawn · h6 white pawn · c5 black pawn · e5 white knight · g5 white pawn · a4 black pawn · c4 black pawn · d4 white pawn · h4 black rook · d3 black pawn · e3 white pawn · h3 white pawn · a2 white king · b2 black knight · d2 black bishop · g2 black pawn · f1 black rook | c8 white rook · b7 black rook · c7 black knight · d7 white bishop · g7 black pawn · h7 black king · c6 black bishop · g6 black pawn · h6 white pawn · c5 black pawn · e5 white knight · g5 white pawn · a4 black pawn · c4 black pawn · d4 white pawn · h4 black rook · d3 black pawn · e3 white pawn · h3 white pawn · a2 white king · b2 black knight · d2 black bishop · g2 black pawn · f1 black rook | c8 white rook · b7 black rook · c7 black knight · d7 white bishop · g7 black pawn · h7 black king · c6 black bishop · g6 black pawn · h6 white pawn · c5 black pawn · e5 white knight · g5 white pawn · a4 black pawn · c4 black pawn · d4 white pawn · h4 black rook · d3 black pawn · e3 white pawn · h3 white pawn · a2 white king · b2 black knight · d2 black bishop · g2 black pawn · f1 black rook | c8 white rook · b7 black rook · c7 black knight · d7 white bishop · g7 black pawn · h7 black king · c6 black bishop · g6 black pawn · h6 white pawn · c5 black pawn · e5 white knight · g5 white pawn · a4 black pawn · c4 black pawn · d4 white pawn · h4 black rook · d3 black pawn · e3 white pawn · h3 white pawn · a2 white king · b2 black knight · d2 black bishop · g2 black pawn · f1 black rook | c8 white rook · b7 black rook · c7 black knight · d7 white bishop · g7 black pawn · h7 black king · c6 black bishop · g6 black pawn · h6 white pawn · c5 black pawn · e5 white knight · g5 white pawn · a4 black pawn · c4 black pawn · d4 white pawn · h4 black rook · d3 black pawn · e3 white pawn · h3 white pawn · a2 white king · b2 black knight · d2 black bishop · g2 black pawn · f1 black rook | c8 white rook · b7 black rook · c7 black knight · d7 white bishop · g7 black pawn · h7 black king · c6 black bishop · g6 black pawn · h6 white pawn · c5 black pawn · e5 white knight · g5 white pawn · a4 black pawn · c4 black pawn · d4 white pawn · h4 black rook · d3 black pawn · e3 white pawn · h3 white pawn · a2 white king · b2 black knight · d2 black bishop · g2 black pawn · f1 black rook | 4 |
| 3 | c8 white rook · b7 black rook · c7 black knight · d7 white bishop · g7 black pawn · h7 black king · c6 black bishop · g6 black pawn · h6 white pawn · c5 black pawn · e5 white knight · g5 white pawn · a4 black pawn · c4 black pawn · d4 white pawn · h4 black rook · d3 black pawn · e3 white pawn · h3 white pawn · a2 white king · b2 black knight · d2 black bishop · g2 black pawn · f1 black rook | c8 white rook · b7 black rook · c7 black knight · d7 white bishop · g7 black pawn · h7 black king · c6 black bishop · g6 black pawn · h6 white pawn · c5 black pawn · e5 white knight · g5 white pawn · a4 black pawn · c4 black pawn · d4 white pawn · h4 black rook · d3 black pawn · e3 white pawn · h3 white pawn · a2 white king · b2 black knight · d2 black bishop · g2 black pawn · f1 black rook | c8 white rook · b7 black rook · c7 black knight · d7 white bishop · g7 black pawn · h7 black king · c6 black bishop · g6 black pawn · h6 white pawn · c5 black pawn · e5 white knight · g5 white pawn · a4 black pawn · c4 black pawn · d4 white pawn · h4 black rook · d3 black pawn · e3 white pawn · h3 white pawn · a2 white king · b2 black knight · d2 black bishop · g2 black pawn · f1 black rook | c8 white rook · b7 black rook · c7 black knight · d7 white bishop · g7 black pawn · h7 black king · c6 black bishop · g6 black pawn · h6 white pawn · c5 black pawn · e5 white knight · g5 white pawn · a4 black pawn · c4 black pawn · d4 white pawn · h4 black rook · d3 black pawn · e3 white pawn · h3 white pawn · a2 white king · b2 black knight · d2 black bishop · g2 black pawn · f1 black rook | c8 white rook · b7 black rook · c7 black knight · d7 white bishop · g7 black pawn · h7 black king · c6 black bishop · g6 black pawn · h6 white pawn · c5 black pawn · e5 white knight · g5 white pawn · a4 black pawn · c4 black pawn · d4 white pawn · h4 black rook · d3 black pawn · e3 white pawn · h3 white pawn · a2 white king · b2 black knight · d2 black bishop · g2 black pawn · f1 black rook | c8 white rook · b7 black rook · c7 black knight · d7 white bishop · g7 black pawn · h7 black king · c6 black bishop · g6 black pawn · h6 white pawn · c5 black pawn · e5 white knight · g5 white pawn · a4 black pawn · c4 black pawn · d4 white pawn · h4 black rook · d3 black pawn · e3 white pawn · h3 white pawn · a2 white king · b2 black knight · d2 black bishop · g2 black pawn · f1 black rook | c8 white rook · b7 black rook · c7 black knight · d7 white bishop · g7 black pawn · h7 black king · c6 black bishop · g6 black pawn · h6 white pawn · c5 black pawn · e5 white knight · g5 white pawn · a4 black pawn · c4 black pawn · d4 white pawn · h4 black rook · d3 black pawn · e3 white pawn · h3 white pawn · a2 white king · b2 black knight · d2 black bishop · g2 black pawn · f1 black rook | c8 white rook · b7 black rook · c7 black knight · d7 white bishop · g7 black pawn · h7 black king · c6 black bishop · g6 black pawn · h6 white pawn · c5 black pawn · e5 white knight · g5 white pawn · a4 black pawn · c4 black pawn · d4 white pawn · h4 black rook · d3 black pawn · e3 white pawn · h3 white pawn · a2 white king · b2 black knight · d2 black bishop · g2 black pawn · f1 black rook | 3 |
| 2 | c8 white rook · b7 black rook · c7 black knight · d7 white bishop · g7 black pawn · h7 black king · c6 black bishop · g6 black pawn · h6 white pawn · c5 black pawn · e5 white knight · g5 white pawn · a4 black pawn · c4 black pawn · d4 white pawn · h4 black rook · d3 black pawn · e3 white pawn · h3 white pawn · a2 white king · b2 black knight · d2 black bishop · g2 black pawn · f1 black rook | c8 white rook · b7 black rook · c7 black knight · d7 white bishop · g7 black pawn · h7 black king · c6 black bishop · g6 black pawn · h6 white pawn · c5 black pawn · e5 white knight · g5 white pawn · a4 black pawn · c4 black pawn · d4 white pawn · h4 black rook · d3 black pawn · e3 white pawn · h3 white pawn · a2 white king · b2 black knight · d2 black bishop · g2 black pawn · f1 black rook | c8 white rook · b7 black rook · c7 black knight · d7 white bishop · g7 black pawn · h7 black king · c6 black bishop · g6 black pawn · h6 white pawn · c5 black pawn · e5 white knight · g5 white pawn · a4 black pawn · c4 black pawn · d4 white pawn · h4 black rook · d3 black pawn · e3 white pawn · h3 white pawn · a2 white king · b2 black knight · d2 black bishop · g2 black pawn · f1 black rook | c8 white rook · b7 black rook · c7 black knight · d7 white bishop · g7 black pawn · h7 black king · c6 black bishop · g6 black pawn · h6 white pawn · c5 black pawn · e5 white knight · g5 white pawn · a4 black pawn · c4 black pawn · d4 white pawn · h4 black rook · d3 black pawn · e3 white pawn · h3 white pawn · a2 white king · b2 black knight · d2 black bishop · g2 black pawn · f1 black rook | c8 white rook · b7 black rook · c7 black knight · d7 white bishop · g7 black pawn · h7 black king · c6 black bishop · g6 black pawn · h6 white pawn · c5 black pawn · e5 white knight · g5 white pawn · a4 black pawn · c4 black pawn · d4 white pawn · h4 black rook · d3 black pawn · e3 white pawn · h3 white pawn · a2 white king · b2 black knight · d2 black bishop · g2 black pawn · f1 black rook | c8 white rook · b7 black rook · c7 black knight · d7 white bishop · g7 black pawn · h7 black king · c6 black bishop · g6 black pawn · h6 white pawn · c5 black pawn · e5 white knight · g5 white pawn · a4 black pawn · c4 black pawn · d4 white pawn · h4 black rook · d3 black pawn · e3 white pawn · h3 white pawn · a2 white king · b2 black knight · d2 black bishop · g2 black pawn · f1 black rook | c8 white rook · b7 black rook · c7 black knight · d7 white bishop · g7 black pawn · h7 black king · c6 black bishop · g6 black pawn · h6 white pawn · c5 black pawn · e5 white knight · g5 white pawn · a4 black pawn · c4 black pawn · d4 white pawn · h4 black rook · d3 black pawn · e3 white pawn · h3 white pawn · a2 white king · b2 black knight · d2 black bishop · g2 black pawn · f1 black rook | c8 white rook · b7 black rook · c7 black knight · d7 white bishop · g7 black pawn · h7 black king · c6 black bishop · g6 black pawn · h6 white pawn · c5 black pawn · e5 white knight · g5 white pawn · a4 black pawn · c4 black pawn · d4 white pawn · h4 black rook · d3 black pawn · e3 white pawn · h3 white pawn · a2 white king · b2 black knight · d2 black bishop · g2 black pawn · f1 black rook | 2 |
| 1 | c8 white rook · b7 black rook · c7 black knight · d7 white bishop · g7 black pawn · h7 black king · c6 black bishop · g6 black pawn · h6 white pawn · c5 black pawn · e5 white knight · g5 white pawn · a4 black pawn · c4 black pawn · d4 white pawn · h4 black rook · d3 black pawn · e3 white pawn · h3 white pawn · a2 white king · b2 black knight · d2 black bishop · g2 black pawn · f1 black rook | c8 white rook · b7 black rook · c7 black knight · d7 white bishop · g7 black pawn · h7 black king · c6 black bishop · g6 black pawn · h6 white pawn · c5 black pawn · e5 white knight · g5 white pawn · a4 black pawn · c4 black pawn · d4 white pawn · h4 black rook · d3 black pawn · e3 white pawn · h3 white pawn · a2 white king · b2 black knight · d2 black bishop · g2 black pawn · f1 black rook | c8 white rook · b7 black rook · c7 black knight · d7 white bishop · g7 black pawn · h7 black king · c6 black bishop · g6 black pawn · h6 white pawn · c5 black pawn · e5 white knight · g5 white pawn · a4 black pawn · c4 black pawn · d4 white pawn · h4 black rook · d3 black pawn · e3 white pawn · h3 white pawn · a2 white king · b2 black knight · d2 black bishop · g2 black pawn · f1 black rook | c8 white rook · b7 black rook · c7 black knight · d7 white bishop · g7 black pawn · h7 black king · c6 black bishop · g6 black pawn · h6 white pawn · c5 black pawn · e5 white knight · g5 white pawn · a4 black pawn · c4 black pawn · d4 white pawn · h4 black rook · d3 black pawn · e3 white pawn · h3 white pawn · a2 white king · b2 black knight · d2 black bishop · g2 black pawn · f1 black rook | c8 white rook · b7 black rook · c7 black knight · d7 white bishop · g7 black pawn · h7 black king · c6 black bishop · g6 black pawn · h6 white pawn · c5 black pawn · e5 white knight · g5 white pawn · a4 black pawn · c4 black pawn · d4 white pawn · h4 black rook · d3 black pawn · e3 white pawn · h3 white pawn · a2 white king · b2 black knight · d2 black bishop · g2 black pawn · f1 black rook | c8 white rook · b7 black rook · c7 black knight · d7 white bishop · g7 black pawn · h7 black king · c6 black bishop · g6 black pawn · h6 white pawn · c5 black pawn · e5 white knight · g5 white pawn · a4 black pawn · c4 black pawn · d4 white pawn · h4 black rook · d3 black pawn · e3 white pawn · h3 white pawn · a2 white king · b2 black knight · d2 black bishop · g2 black pawn · f1 black rook | c8 white rook · b7 black rook · c7 black knight · d7 white bishop · g7 black pawn · h7 black king · c6 black bishop · g6 black pawn · h6 white pawn · c5 black pawn · e5 white knight · g5 white pawn · a4 black pawn · c4 black pawn · d4 white pawn · h4 black rook · d3 black pawn · e3 white pawn · h3 white pawn · a2 white king · b2 black knight · d2 black bishop · g2 black pawn · f1 black rook | c8 white rook · b7 black rook · c7 black knight · d7 white bishop · g7 black pawn · h7 black king · c6 black bishop · g6 black pawn · h6 white pawn · c5 black pawn · e5 white knight · g5 white pawn · a4 black pawn · c4 black pawn · d4 white pawn · h4 black rook · d3 black pawn · e3 white pawn · h3 white pawn · a2 white king · b2 black knight · d2 black bishop · g2 black pawn · f1 black rook | 1 |
|   | a | b | c | d | e | f | g | h |   |

Др Милан Вукчевић као универзални проблемиста огледао се и у компоновању студија. Иако је компоновао класичне студије са малим бројем фигура, сам је у својој последњој књизи „Моје композиције“ написао да му је жеља била да компонује и сложене студије чији елементи и методе подсећају на вишепотезе. Такве студије је правио велики руски композитор Корољков.

## Патенти
- 1985, U.S. 4,503,488, Multiple Headlamp System[7]
- 1985, U.S. 4,547,704, Higher Efficiency Incandescent Lighting Units[8]
- 1996, U.S. 5,528,105, Copper-Steel Composite Lead Wire in Incandescent Electric Lamps[9]
- 1998, U.S. 5,754,005, Electric Lamps Containing Leads of a Molybdenum and Tungsten Alloy[10]
- 1999, U.S. 5,911,824, Method for growing crystal[11]
- 2000, U.S. 6,093,245, Method for growing crystal[12]
- 2001, U.S. 6,190,466, Non-Sag Tungsten Wire[13]

## Решења
1. 1. г4! (2. Та8, 3. Дб8#) Тб3, Тц3, Лц3 2. Те4, Те3, Те2 3. Де5#
2. Уколико би бели покушао шаховско праволинијски да игра 1. Дх7? са претњом 2. Се4 сусрела би га црна одбрана 1. .. Тф3! (не 1. .. Тф4 због 2. Лф4/еф4) и бели не може да матира у задатом услову. Због тога у решењу бели игра 1. Лб6! са тихом, суптилном и више него ефектном претњом 2. Дг6!! којим се штити поље г2. Наиме, после 2. .. Дг6+, Тф3 следе матови 3. е4#, Тф3#. На црну одбрану 1. .. е5 да се отвори шести ред, бели игра 2. Дф5! са истим претњама (2. Се4#, е4#), где се сада користи затварање петог реда. Две главне тематске варијанте су: 1. .. Сф5 и 1. .. Тф5 које спречавају претњу, али одвезују белу даму. На 1. .. Сф5 бели игра 2. Дх4!! (3. Се4#) и црни топ је у фокусу: ако игра по ф-линији мат је са 3. е4#, а ако игра по петом реду опет новоформираном батеријом 3. Ле4#. Треба уочити велику аналогију у ове две тематске варијанте, а то је да након одвезивања бела дама игра управо на поља која су тучена од фигура које су је одвезале и тим потезима се формирају нове активне батерије (како помиње Вукчевић, тема која је постала популарна 15 година касније). Споредна варијанта 1. .. Тф3 2. Тф3+ Кг2 Тф5# сасвим лепо се уклапа у целокупну стратегију. Овај проблем је ремек-дело, журнал „64“ га је прогласио „проблемом деценије“.
3. Решење проблема је спектакуларно, у правом Лојдовом стилу: 1. Дх7!! (2. Тх1+ Кг2 3. Де4#). Три тематске варијанте су:
  - 1. .. Дх7+ 2. Кц3! Дх2 3. Ле4#
  - 1. .. Лх7+ 2. Кб3! Кф1 3. Лд3#
  - 1. .. Сх7 2. Кд3! Кф1 3. Лц2#
Ове споредне варијанте су такође ефектне:
  - 1. .. г6 2. Тх1+ Кг2 3. Дб7!# и
  - 1. .. Кф1 2. Тх1+ Ке2 3. Дд3# са неочекиваним повратком беле даме. Треба рећи да је позиција патентна јер Сг4 не може да се замени са Лг3 због варијанте 1. Дх7 Дх7 2. Кц3 Дх5!.
4. Уводна игра је форсирана, али ефектна: 1. Тх8! Кх8 2. х7 Ле4 3. Лф5! (Сециште Новотног, прети матове на ф7 и г6) Та1! (црни одговара аналогно белом) 4. Ка1 г1Д+ 5. Ка2 Дб1+! (још једна жртва) 6. Кб1 Сд1+ 7. Ка1 Лц3+ 8. Ка2 Тб2+ 9. Ка1+! Тб6+! (црни има реми, али хоће више) 10. Ка2 Лд5 (обе тачке су одбрањене) 11. Ле6! (ново сециште Новогног) Тб2+ 12. Ка1 Тф2+ (црни опет хоће више) 13. Кб1 Ле4 (обе тачке су одбрањене, али...) 14. Лф5!= позициони реми, са перпетуммобилним сециштем Новотног. Вукчевић је за ову студију написао да пошто је хтео нешто ново да прикаже у овој дисциплини, једино што се сетио је да пренесе искуство из рада на вишепотезним механизмима, а то је овде у потпуности успео.[5]